# Cronologia da invasão da Ucrânia pela Rússia (outubro–dezembro de 2023)
Os eventos que acontecem no segundo semestre de 2023 são uma consequência direta de importantes desdobramentos da primeira metade de 2023, no contexto da cronologia da invasão da Ucrânia pela Rússia.

## Eventos

### Outubro

#### 1–17 de Outubro
Em 1 de outubro, o chefe da Crimeia nomeado pela Rússia, Sergei Aksyonov, afirmou que dois armazéns foram danificados por destroços de mísseis ucranianos interceptados em Dzhankoi.
O Instituto para o Estudo da Guerra (ISW, na sigla em inglês), citando fontes russas, afirmou que o tenente-general Andrei Sychevoi foi dispensado de seu posto como comandante de campo em Bakhmut por conduzir contra-ataques "despreparados e sem apoio" perto de Andriivka e Klishchiivka.

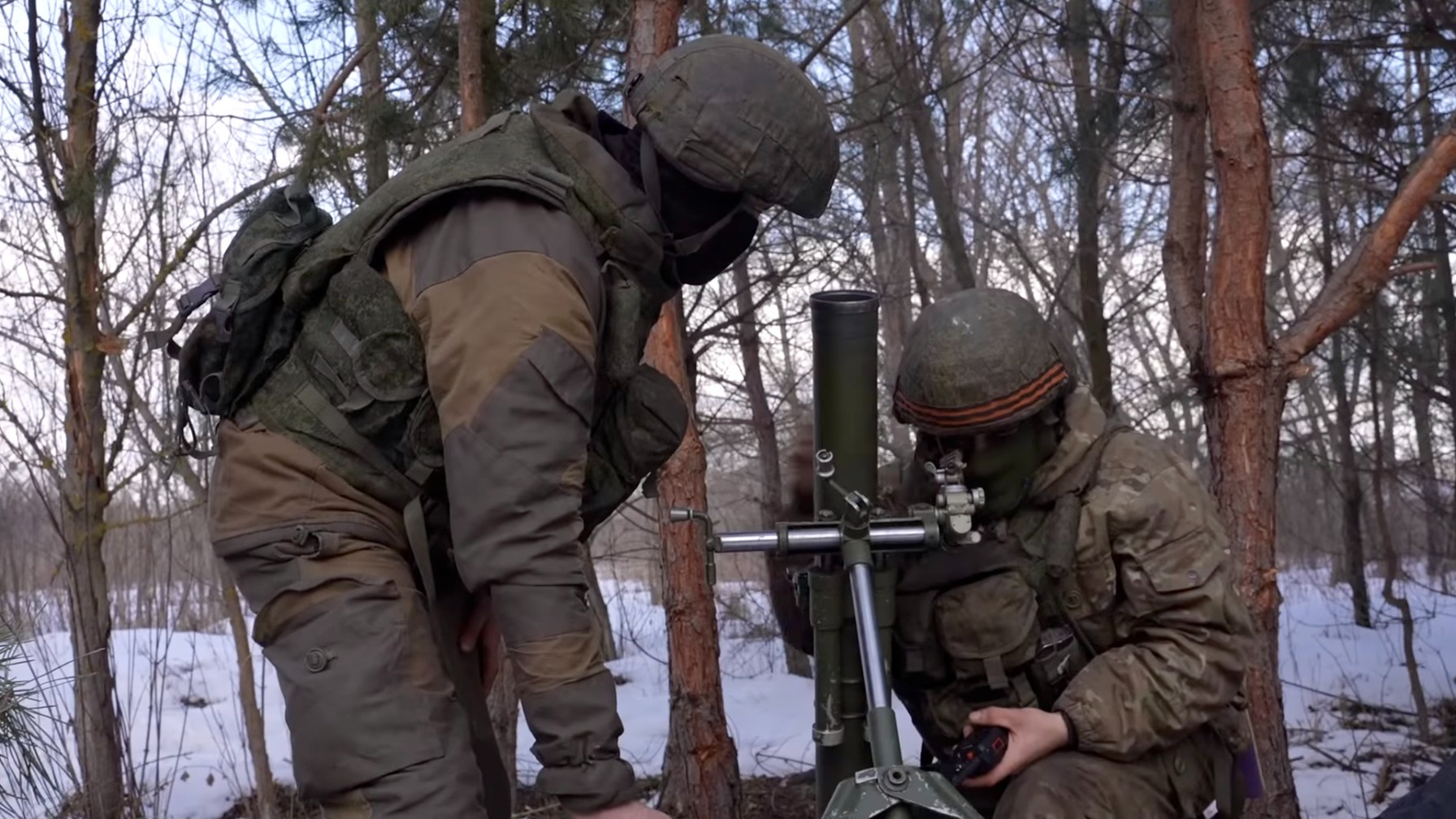
Tropas russas lutando no nordeste da Ucrânia

Enquanto isso, vários navios de guerra da Frota Russa do Mar Negro, incluindo a fragata Almirante Makarov (nau-capitânia da frota), a fragata Almirante Essen, três submarinos, cinco grandes navios de desembarque e vários pequenos navios com mísseis teriam sido evacuados para Novorossiysk, no Krai de Krasnodar, após uma série de ataques ucranianos a instalações navais na Crimeia.
Na Rússia, drones ucranianos supostamente atacaram base aérea de Adler em Sóchi e uma fábrica de aeronaves operada pela empresa estatal "Armamento Tático de Mísseis" em Smolensk. Três pessoas teriam sido feridas por bombardeios ucranianos em um mercado em Shebekino, no Oblast de Belgorod.
Em 2 de outubro, os ministros de relações exteriores de todos os vinte e sete Estados membros da União Europeia reuniram-se em Kiev para a primeira reunião desse tipo fora do território do bloco.
Nesse mesmo dia, o governo da Alemanha entregou um pacote de ajuda à Ucrânia que incluía mais de 32 000 cartuchos de munição de 40 mm, dezenas de veículos para todo-o-terreno e de proteção de fronteiras, equipamento de rádio para tanques Leopard, quase 100 terminais Satcom de comunicação, mais de 1 000 kits de infusão, um tanque Beaver de colocação de ponte e dois veículos blindados de remoção de minas Wisent 1.
Em 3 de outubro, uma pessoa foi morta num bombardeio russo contra a cidade de Antonivka, nos subúrbios de Kherson.
Neste mesmo dia, o Presidente Zelensky visitou posições do exército ucraniano no fronte de Kupiansk-Lyman, no Oblast de Kharkiv.
Na Rússia, um drone ucraniano teria sido interceptado sobre o Oblast de Bryansk, enquanto a Rússia acusou a Ucrânia de atingir várias casas em Klimovo com munição cluster.
O Comitê de Investigação Russo acusou quatro oficiais militares ucranianos de terrorismo, nomeadamente o chefe da inteligência militar Kyrylo Budanov, o chefe da força aérea Mykola Oleshchuk, o comandante da marinha Oleksiy Neizhpapa e o comandante da 383º regimento separado de aeronaves controladas remotamente, Serhii Burdeniuk, pelo seu papel nos ataques em solo russo e na Crimeia atribuídos à Ucrânia.
A Agência Nacional da Ucrânia para a Prevenção da Corrupção (NACP) colocou as empresas Sinopec (petroquímica), a CNOOC (extração de petróleo) e a CNPC (petroleira) na sua lista de patrocinadores internacionais da guerra na Ucrânia por continuar a investir em projetos energéticos russos e a comprar petróleo e gás da Rússia.
Enquanto isso, O Pentágono anunciou que havia preparado para envio para a Ucrânia um pequeno grupo de mísseis ATACMS com munição cluster, de alcance de 300 km, pendendo apenas aprovação do Presidente Joe Biden.
Em 4 de outubro, a inteligência militar ucraniana anunciou que suas forças especiais haviam desembarcado na Crimeia e entrado em combate com tropas russas, resultando em perdas para ambos os lados antes de recuar como parte de uma operação programada.
Nesse mesmo dia, a Rússia afirmou ter abatido 31 drones durante um ataque noturno de drones ucranianos nas regiões da fronteira ocidental. Um sistema de defesa aérea russo S-400 perto de Belgorod teria sido atingido por drones ucranianos.
O SBU (a inteligência militar ucraniana) prendeu três pessoas, incluindo um cidadão russo, sob suspeita de espionar os militares ucranianos e ajudar em ataques aéreos em nome da inteligência militar russa nos Oblasts de Kharkiv e Jitomir.
A Lituânia anunciou que havia aberto um corredor para que cereais ucranianos chegassem aos portos do Báltico, com o Ministro da Agricultura ucraniano, Mykola Solskyi, a acrescentar que as exportações agrícolas ucranianas se dirigem para Klaipeda seriam verificados diretamente no porto, em vez de na fronteira polaca, para acelerar o movimento.
A Ucrânia anunciou planos para construir a primeira escola subterrânea do mundo em Kharkiv devido à sua proximidade da fronteira russa.
Autoridades dos Estados Unidos anunciaram que "milhares" de armas fabricadas no Irã e 1,1 milhão de cartuchos de 7,62 mm, apreendidos pelo Comando Central americano, seriam transferidos para a Ucrânia.
Em 5 de outubro, cerca de 59 pessoas, incluindo uma criança de seis anos, foram mortas e outras seis ficaram feridas depois que uma loja e uma cafeteria foram atingidas por um suposto míssil russo Iskander na vila de Hroza, no Oblast de Kharkiv, cerca de trinta km a oeste de Kupiansk.
Já na Rússia, uma pessoa teria sido ferida por um ataque ucraniano com munições cluster em Rylsk, no Oblast de Kursk, enquanto foram relatados cortes de energia na região após ataques de drones em instalações de infraestrutura em três distritos.
Segundo a rede de notícias da CBS, citando autoridades dos Estados Unidos, relataram que a Coreia do Norte havia começado a entregar artilharia e munições à Rússia para ajudar no seu esforço de guerra na Ucrânia.
Durante a terceira Reunião da Comunidade Política Europeia, em Granada, na Espanha, na presença do presidente Volodymyr Zelensky, o governo espanhol anunciou a transferência de sistemas de defesa antiaéreo MIM-23 Hawk para a Ucrânia, enquanto o Chanceler alemão Olaf Scholz prometeu outro sistema de defesa aérea Patriot. O Reino Unido também prometeu um pacote de ajuda humanitária que incluía uma garantia de empréstimo de 500 milhões de libras (US$ 600 milhões de dólares) desembolsadas através do Banco Mundial para garantir pagamentos de apoio de inverno a três milhões de famílias, cerca de US$ 41 milhões para as Nações Unidas e instituições de caridade que fornecem abrigo e roupas quentes de inverno aos ucranianos e US$ 12 milhões para sustentar o fornecimento de eletricidade.

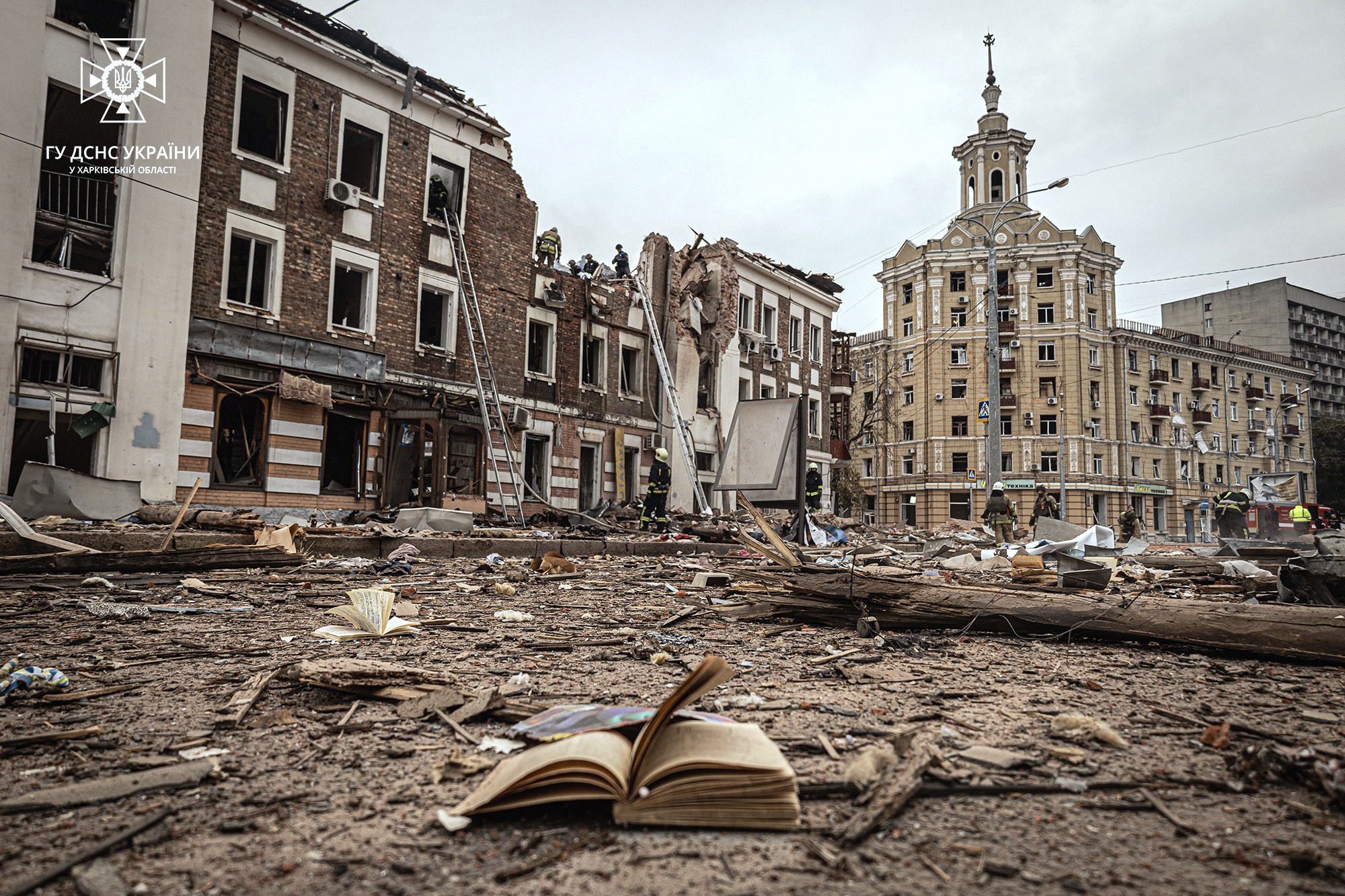
Destruição no centro de Kharkiv após um bombardeio russo

Em 6 de outubro, duas pessoas, incluindo uma criança de dez anos, foram mortas e 23 outras ficaram feridas em um ataque de mísseis russos contra um apartamento em Kharkiv. Um ataque separado de drones à infraestrutura portuária no Oblast de Odesa danificou nove caminhões e um celeiro. A Força Aérea Ucraniana afirmou ter abatido 25 dos 33 drones lançados.
A Suécia anunciou o envio de 2,2 bilhões coroas suecas (US$ 199,8 milhões) em ajuda militar para a Ucrânia que incluiria munição de artilharia, peças sobressalentes e equipamentos de infantaria e comunicação.
O Departamento de Comércio dos Estados Unidos adicionou quarenta e duas empresas chinesas e sete outras empresas de outros países à sua lista de controle de exportação para fornecer apoio logístico à indústria militar e de defesa russa.
O Supremo Tribunal da Crimeia ocupada pela Rússia condenou o ativista ucraniano Serhiy Tsygipa, que foi raptado no Oblast de Kherson em 2022, a treze anos de prisão por alegada "espionagem" em nome das autoridades ucranianas.
Em 7 de outubro, uma pessoa foi morta em um ataque russo com munições cluster em Bilenke, no Oblast de Zaporíjia.
Na Crimeia, ataques com mísseis ucranianos atingiram as cidades de Dzhankoi, Yevpatoriya e Krasnoperekopsk.
Na Rússia, uma pessoa teria sido morta por bombardeios ucranianos na cidade de Urazovo, no Oblast de Belgorod, enquanto o Ministério da Defesa russo alegou ter destruído três mísseis balísticos Tochka-U sobre a região e frustrou um ataque de drones ucranianos contra Moscou.
Em 8 de outubro, dois civis ucranianos foram mortos por ataques russos nos Oblasts de Kharkiv e Kherson.
Em 9 de outubro, o Presidente Zelensky dispensou o major-general Ihor Tantsyura de sua posição como comandante das Forças de Defesa Territorial e o substituiu pelo major-general Anatoliy Barhylevych.
A Hungria retomou as importações de açúcar ucraniano na sequência de uma alteração à proibição dos produtos agrícolas ucranianos.
Dois dias após a invasão do Hamas a Israel, a inteligência ucraniana acusou a Rússia de fornecer ao Hamas com armas ucranianas de fabricação ocidental apreendidas nos campos de batalha numa tentativa de desacreditar a Ucrânia e distrair a atenção da mídia ocidental.
Em 10 de outubro, a Rússia intensificou suas ofensivas para cercar a cidade de Avdiivka.
Na Rússia, um casal teria sido morto por um bombardeio ucraniano em Popovka, no Oblast de Belgorod. Num outro caso, um recruta russo foi morto enquanto outros cinco soldados ficaram feridos num ataque ucraniano separado em Gudovka, no Oblast de Bryansk.
A tentativa da Rússia para voltar a integrar o Conselho de Direitos Humanos da ONU foi rejeitada, com 83 dos 193 estados membros da organização votando a favor da adesão da Rússia.
O presidente finlandês Sauli Niinistö e o primeiro-ministro Petteri Orpo afirmaram que o gasoduto Balticconnector e um cabo de comunicações adjacente, que liga a Finlândia e a Estónia, falhou no fim de semana devido a uma possível sabotagem, solicitando uma investigação.
Nesse mesmo dia, a empresa alemã Rheinmetall afirmou que produziria 150 000 munições de artilharia para a Ucrânia.

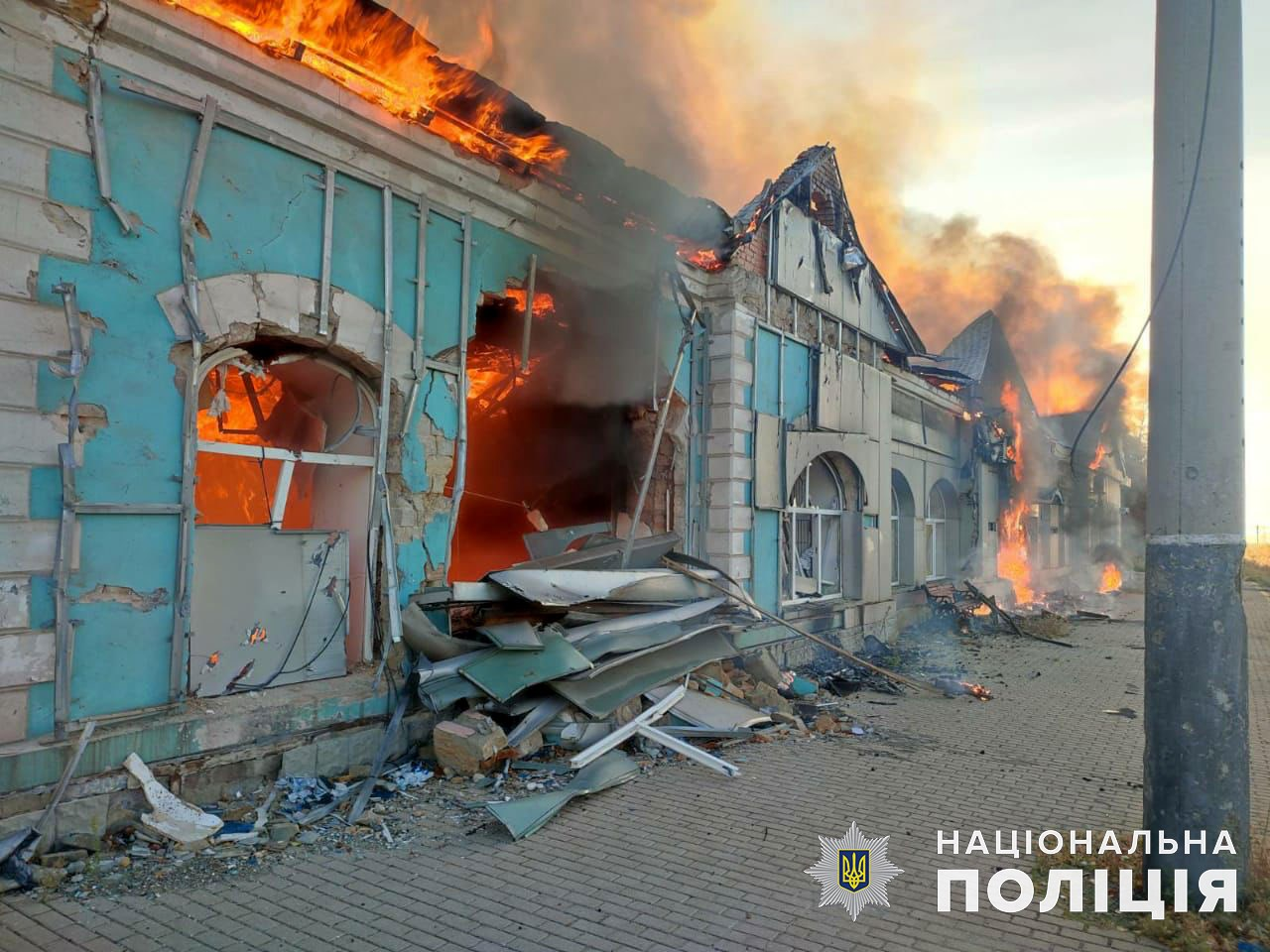
Um trem na estação Ocheretyne (no Oblast de Donetsk) após um ataque russo em 10 de outubro.

Em 11 de outubro, a Rússia redobrou seus esforços para capturar Avdiivka, um assentamento que fica a noroeste de Donetsk. Os ucranianos haviam reforçado suas defesas em torno de Avdiivka para impedir seu cerco, mas os russos atacaram com milhares de soldados e dezenas de blindados. Em um dia de combate, a Rússia teria perdido trinta e quatro tanques de guerra e pelo menos 91 outros veículos blindados, a maioria para minas e artilharia pesada. Embora ambos os lados tenham sofrido baixas, as perdas russas neste dia e nos dias seguintes foram descritas como extremas. A 90ª Divisão de Tanques russa, que liderou a ofensiva, sofreu particularmente pesadas baixas, sendo estimado que 820 de seus militares foram mortos ou feridos, além de ter tido 80 veículos blindados (incluindo pelo menos um BMPT Terminator), 18 peças de artilharia, mais de uma dúzia de lançadores de foguetes múltiplos e cerca de 30 outros veículos destruídos. Outras divisões russas também tiveram baixas extensas, totalizando cerca de 820 soldados mortos e outros 2 400 feridos em menos de 48 horas. Um Su-25 da força aérea russa foi abatido pela antiaérea ucraniana. Mesmo assim, os russos continuaram a atacar Avdiivka nos dias seguintes, conquistando pouco ou nenhum progresso.
Enquanto isso, quatro pessoas morreram e outras duas ficaram feridas no bombardeio russo contra uma escola secundária em Nikopol. Outro civil foi morto num ataque separado em Avdiivka. Já na Rússia, dois drones teriam sido abatidos sobre o Oblast de Bryansk.
Um suposto sabotador que trabalhava para a inteligência militar russa em Kharkiv foi preso depois de ter sido flagrado plantando explosivos em um posto de gasolina.
O Ministério da Defesa do Reino Unido anunciou mais um pacote de ajuda militar para a Ucrânia, desta vez de £100 milhões de libras (ou US$ 122 milhões de dólares), que incluiria equipamento anti-campo minado e o sistema de defesa aérea MSI-DS Terrahawk Paladin. Nos Estados Unidos, o Pentágono também prometeu um pacote de ajuda militar de US$ 200 milhões de dólares à Ucrânia que incluía munições AIM-9, munições de artilharia e foguetes, munições aéreas de precisão, armas anti-tanque e equipamento anti-drones.
Em 12 de outubro, cinco pessoas, incluindo uma criança, foram mortas por bombardeios russos nos Oblasts de Donetsk e Kherson.
O Instituto para o Estudo da Guerra avaliou que as forças russas ocuparam 4,5 quilômetros quadrados de território em torno de Avdiivka desde o início da sua ofensiva em 10 de outubro. Segundo fontes ucranianas, mais de mil soldados russos e centenas de blindados foram perdidos nestes ataques.
Um barco de patrulha Pavel Derzhavin e uma corveta da Classe Buyan, da Rússia, teriam sido danificados em um ataque de drones navais ucranianos no Mar Negro. As forças ucranianas interceptaram e repeliram um grupo de sabotagem russo no Oblast de Sumy. Já na Rússia, duas pessoas teriam morrido em um incêndio em uma casa causado pela queda de destroços de drones no Oblast de Belgorod.
A República Checa e a Dinamarca prometeram conjuntamente um pacote de ajuda militar à Ucrânia que incluiria 50 veículos de combate de infantaria e tanques, 2 500 pistolas, 7 000 espingardas, 500 metralhadoras ligeiras, 500 espingardas de precisão, equipamento de guerra eletrônica e de vigilância, e projéteis de artilharia.
O Presidente Putin fez então a sua primeira visita internacional após a emissão de um mandado de prisão contra ele pelo Tribunal Penal Internacional, chegando ao Quirguistão, que não é membro desta corte, para participar na cimeira da Comunidade de Estados Independentes.
Em 13 de outubro, uma pessoa morreu e outras 23 ficaram feridas num ataque com mísseis russos em Pokrovsk, no Oblast de Donetsk, enquanto um outro civil foi morto em um ataque de drone no Oblast de Kherson.
Um trem que transportava munição e combustível para os militares russos, bem como itens saqueados, teria sido explodido por guerrilheiros ucranianos em Melitopol.
O governo dos Estados Unidos afirmou que a Coreia do Norte entregou mais de 1 000 contêiner contendo equipamento militar e munições para o esforço de guerra russo na Ucrânia.
Uma mulher ucraniana no Oblast de Kirovohrad foi condenada e sentenciada à prisão perpétua por traição por fornecer aos militares russos fotografias de locais estratégicos, como refinarias de petróleo e fábricas de defesa, na Ucrânia.
A polícia francesa abriu uma investigação sobre a suspeita de envenenamento da jornalista russa e ex-propagandista do Kremlin Marina Ovsyannikova, que já havia protestado contra a invasão russa da Ucrânia, depois de ela ter desmaiado repentinamente em frente ao seu apartamento. No começo de outubro, ela havia sido sentenciada in absentia a oito anos e meio de prisão por um tribunal de Moscou por "divulgar informações falsas" sobre o exército russo.

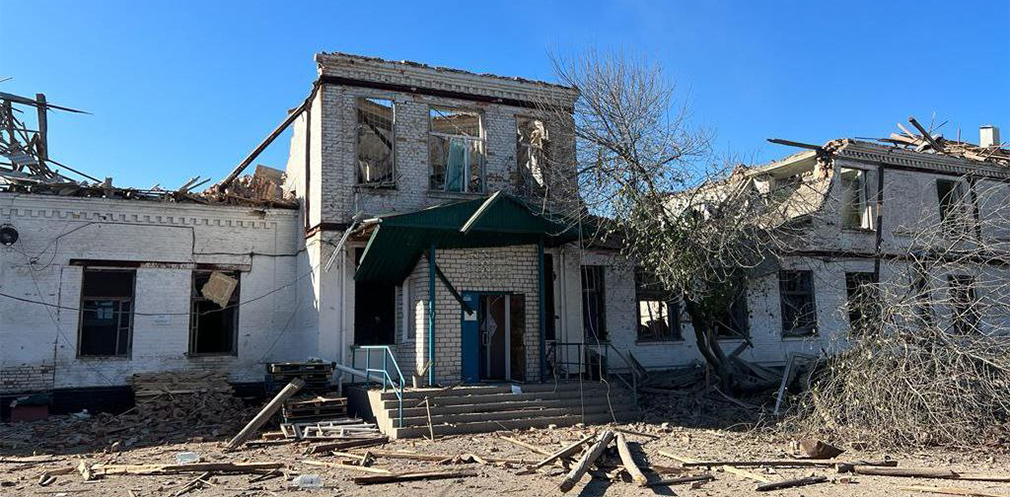
Uma escola bombardeada na cidade ucraniana de Nikopol.

Em 14 de outubro, três pessoas, incluindo uma criança de 11 anos, foram mortas em ataques russos nos Oblasts de Donetsk e Kherson.
Um grande incêndio eclodiu em um gasoduto em Kuteinykove, na região ocupada do Oblast de Donetsk.
Na Rússia, dois drones ucranianos teriam sido abatidos na costa de Sóchi.
De acordo com a empresa americana Boeing, bombas GLSDB seriam entregues à Ucrânia no inverno daquele ano.
Em 15 de outubro, duas pessoas morreram num ataque aéreo russo em Druzhelyubivka, no Oblast de Kharkiv. Enquanto isso, a luta em Avdiivka continuava, com os russos fazendo pouco progresso. Num bombardeio no centro desta cidade, dois civis ucranianos foram mortos. Em outro lugar, em Beryslav, no Oblast de Kherson, mais duas pessoas foram mortas. Dois outros ataques aéreos russos contra infraestruturas em Kherson resultaram em cortes de eletricidade e água na cidade.
A Rússia afirmou ter abatido 27 drones sobre os Oblasts de Kursk e Belgorod. Um ataque ucraniano a uma instalação de energia em Krasnaya Yaruga, no Oblast de Belgorod, causou apagões na área.
Quatro crianças ucranianas deportadas para a Rússia foram devolvidas às suas famílias no âmbito de um acordo mediado pelo Qatar.
Em 16 de outubro, o Instituto para o Estudo da Guerra avaliou que as forças russas avançaram três quilômetros a sul de Avdiivka, mas continuavam a pagar um preço alto em vidas.
O coronel-general ucraniano Oleksandr Syrskyi afirmou que a 25ª Brigada Aerotransportada Separada havia derrubado um helicóptero Mi-8 russo em combate, mas não divulgou o local. Já na Rússia, três drones teriam sido abatidos sobre o Oblast de Belgorod.
Os militares dos Estados Unidos confirmaram a chegada à Ucrânia de todos os trinta e um tanques Abrams que haviam prometido, implicando que o treinamento de suas tripulações estavam nos estágios finais.
Em 17 de outubro, a Ucrânia alegou ter matado e ferido dezenas de soldados russos e destruído nove helicópteros, um sistema de defesa aérea e um depósito de munições em ataques aéreos em Berdiansk e Luhansk. O Presidente Zelensky confirmou que o ataque foi realizado com mísseis ATACMS de 160 km de alcance, a primeira vez que esta arma foi usada no conflito desde que chegaram dos Estados Unidos, alguns dias antes. A Forbes relatou que três ATACMS foram disparados durante o ataque.
Ainda nesse dia, os militares ucranianos disseram ter avançado um quilômetro dentro das defesas russas a oeste de Verbove, na frente de Zaporíjia.

#### 18–31 de Outubro

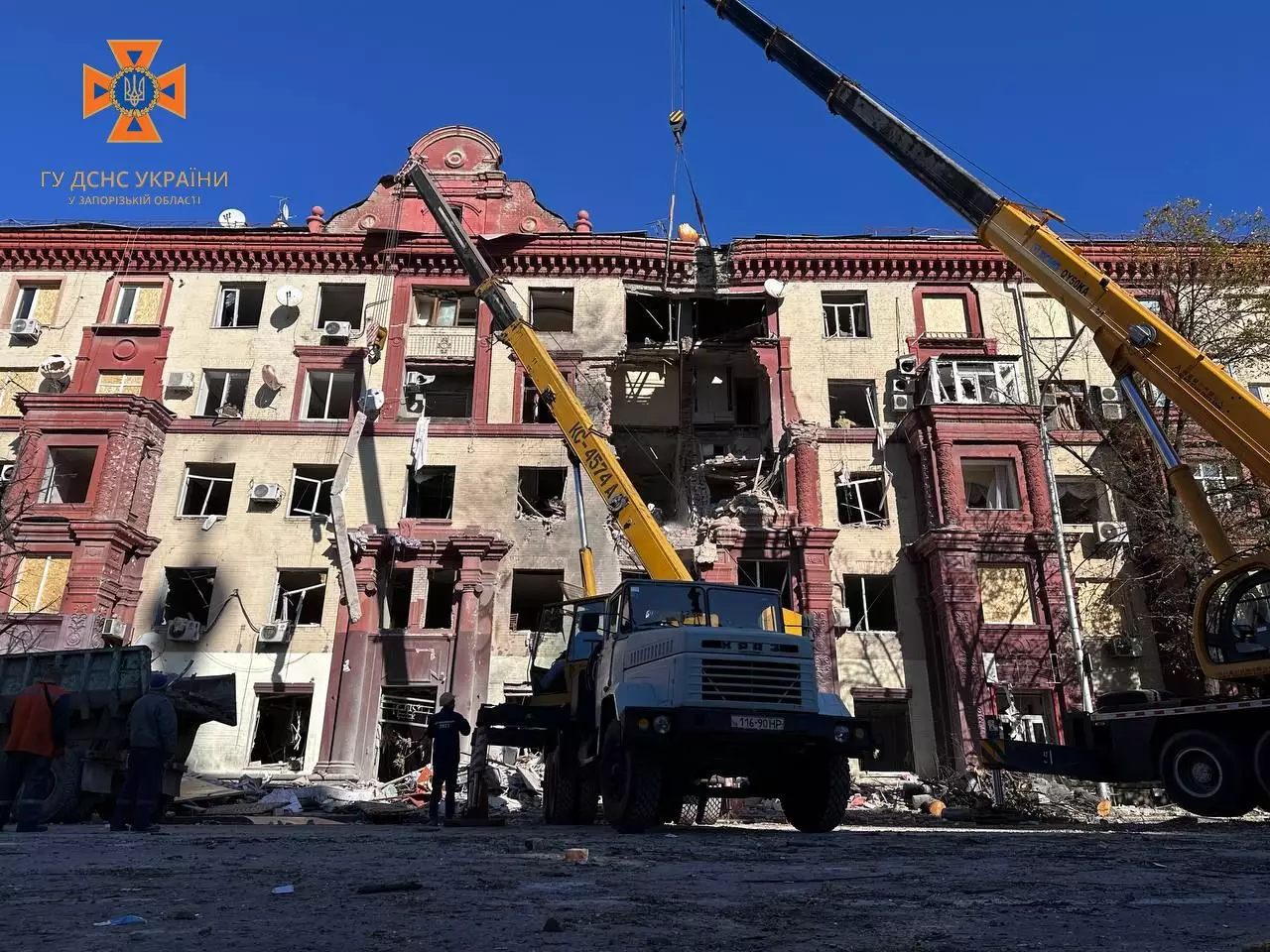
Um prédio residencial em Zaporíjia bombardeado pelos russos.

Em 18 de outubro, cinco ucranianos foram mortos e outros cinco ficaram feridos num ataque de mísseis russos contra um prédio residencial em Zaporíjia, enquanto outra pessoa foi morta num ataque separado em Dnipro. Já na cidade de Stepove, no Oblast de Mykolaiv, mais dois civis ucranianos foram mortos em um bombardeio russo, enquanto uma outra pessoa foi morta em um ataque aéreo contra a região ucraniana no Oblast de Kherson.
Dois mísseis ucranianos teriam sido abatidos sobre a Crimeia, com uma explosão relatada na área de Sakharnaya Golovka, em Sebastopol.
Ainda nesse dia, a Rússia afirmou ter abatido 28 drones ucranianos sobre os Oblasts de Kursk e Belgorod, bem como sobre o Mar Negro. Um campo militar russo na base aérea de Khalino, na cidade de Kursk, foi atacado por drones lançados pelo SBU (a inteligência militar ucraniana).
Em 19 de outubro, as forças ucranianas teriam desembarcado na margem esquerda do rio Dnipro, no Oblast de Kherson, avançando ao norte de Pishchanivka e em Poima, a cerca de quatro quilômetros da costa e forçando a força aérea russa a lançar ataques aéreos contra Pishchanivka. Enquanto isso, um civil ucraniano foi morto num bombardeio russo contra a cidade de Bila Hora, no Oblast de Donetsk.
A Rússia afirmou ter interceptado três aeronaves da Força Aérea Real sobre o Mar Negro.
Autoridades israelenses contaram ao jornal eletrônico Axios que dezenas de milhares de projéteis de artilharia de 155 mm que deveriam ser entregues pelo Departamento de Defesa dos Estados Unidos para a Ucrânia seriam desviados para Israel para combater os militantes do Hamas. Segundo autoridades dos Estados Unidos, os projéteis já estavam armazenados em Israel e os militares americanos transfeririam para a Ucrânia se Israel desse permissão.
O governo da Ucrânia anunciou uma campanha para contratar mais de 2 000 juízes para lidar com múltiplas questões, como alegações de corrupção, investigações de crimes de guerra e atrasos nas verificações de antecedentes.
O presidente dos Estados Unidos, Joe Biden, fez um discurso nacional ligando a guerra na Ucrânia com o conflito em Israel, dizendo: "Não podemos e não vamos permitir que terroristas como o Hamas e tiranos como Putin vençam". Ele também pediu ao Congresso US$ 100 bilhões para a segurança da fronteira entre Israel, Ucrânia, Taiwan e EUA-México.
Já a Croácia anunciou que doaria toda a sua frota de helicópteros Mi-8 para a Ucrânia.
A jornalista americana Alsu Kurmasheva, da Radio Free Europe / Radio Liberty, foi presa na Rússia acusada de ter se registrada como agente estrangeiro. Kurmasheva estava na Rússia para uma "emergência familiar".
Em 20 de outubro, um civil ucraniano foi morto em um ataque aéreo russo no Oblast de Kherson. Outra pessoa foi morta e outra hospitalizada num ataque separado a residências em Kryvyi Rih.
O Instituto para o Estudo da Guerra (ISW) avaliou que as forças ucranianas alcançaram a parte nordeste da aldeia de Krynky, dois quilômetros a sudeste do rio Dnipro na parte do Oblast de Kherson ocupado pela Rússia. Enquanto isso, o exilado prefeito de Melitopol afirmou que guerrilheiros ucranianos detonaram um carro-bomba no distrito de Aviamistechko que tinha como alvo saqueadores russos.
As autoridades russas iniciaram um campo militar em territórios ocupados para treinar adolescentes com idades entre 14 e 17 anos em "especialidades ocupacionais militares específicas" que faltam às forças russas. As autoridades de ocupação pretendem envolver cada 1 em cada 10 crianças no Movimento Nacional dos Jovens Cadetes do Exército.
As Forças Aeroespaciais da Rússia reforçaram o Aeroporto de Belbek, na região de Sebastopol na Crimeia, com pelo menos quatro jatos MiG-31 e em torno de dez aviões Su-27 e Su-30.
A Ucrânia alegou que a Igreja Ortodoxa Russa criou uma empresa militar privada utilizando doações para financiamento e utilizando uma catedral para treinamento.
Em Moscou, a OMON (a polícia de choque) deteve fiéis numa mesquita para alistamento forçado. As autoridades apreenderam os passaportes dos detidos e fizeram-nos assinar contratos de alistamento militar sem a presença de advogados.

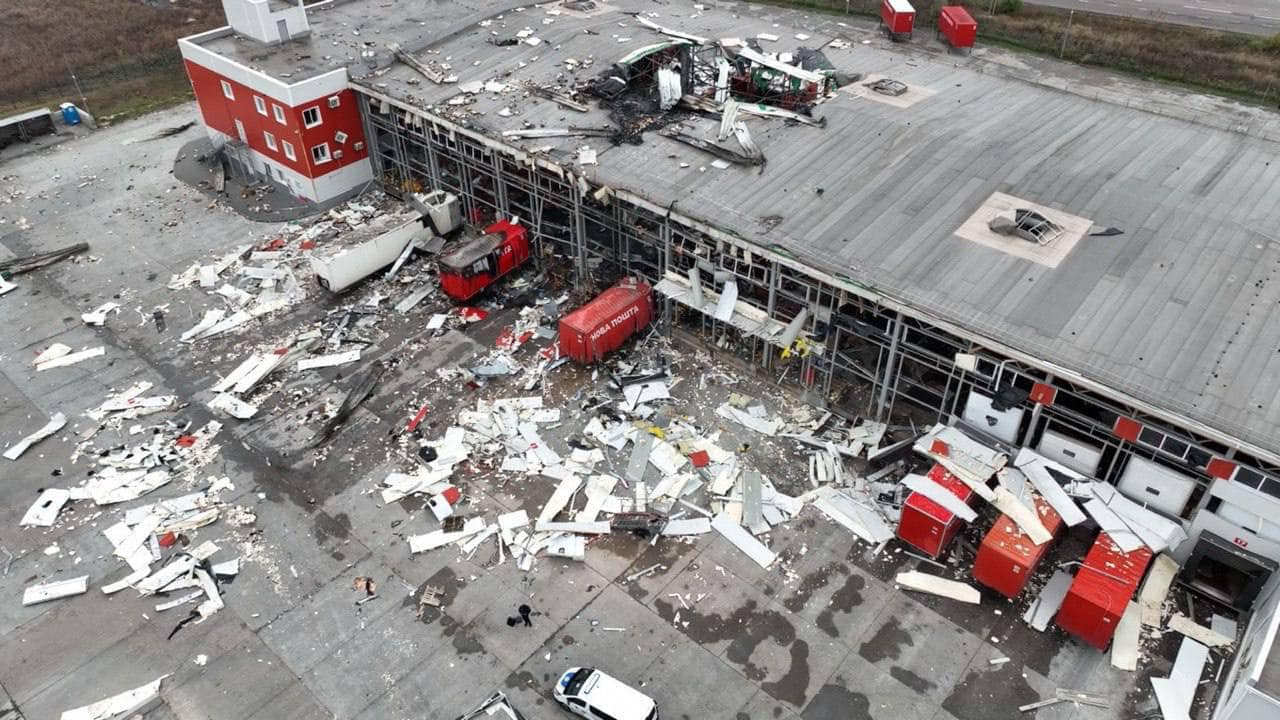
Centro de distribuição postal em Novyi Korotych (norte de Kharkiv) após um ataque russo.

Em 21 de outubro, seis funcionários dos correios ucranianos foram mortos e outros 16 ficaram feridos em um ataque com mísseis russos contra a empresa privada Nova Poshta em seu escritório na cidade de Novyi Korotych, no Oblast de Kharkiv.
As Nações Unidas encontraram mais evidências de crimes de guerra cometidos pelas forças russas durante uma investigação nos Oblasts de Kherson e Zaporíjia. A ONU citou evidências de "ataques indiscriminados", bem como "crimes de guerra de assassinatos, torturas, estupros e outras violências sexuais e o deportação de crianças para a Federação Russa".
Em 22 de outubro, dois ucranianos foram mortos em ataques russos no Oblast de Donetsk. Uma central eléctrica operada pela maior empresa privada de energia da Ucrânia DTEK sofreu danos significativos num ataque russo separado.
Na Crimeia, foram relatadas explosões na Baía de Sebastopol.
Enquanto isso, a Ucrânia afirmou ter abatido cinco Su-25 russos, em um espaço de dez dias, no Oblast de Donetsk.

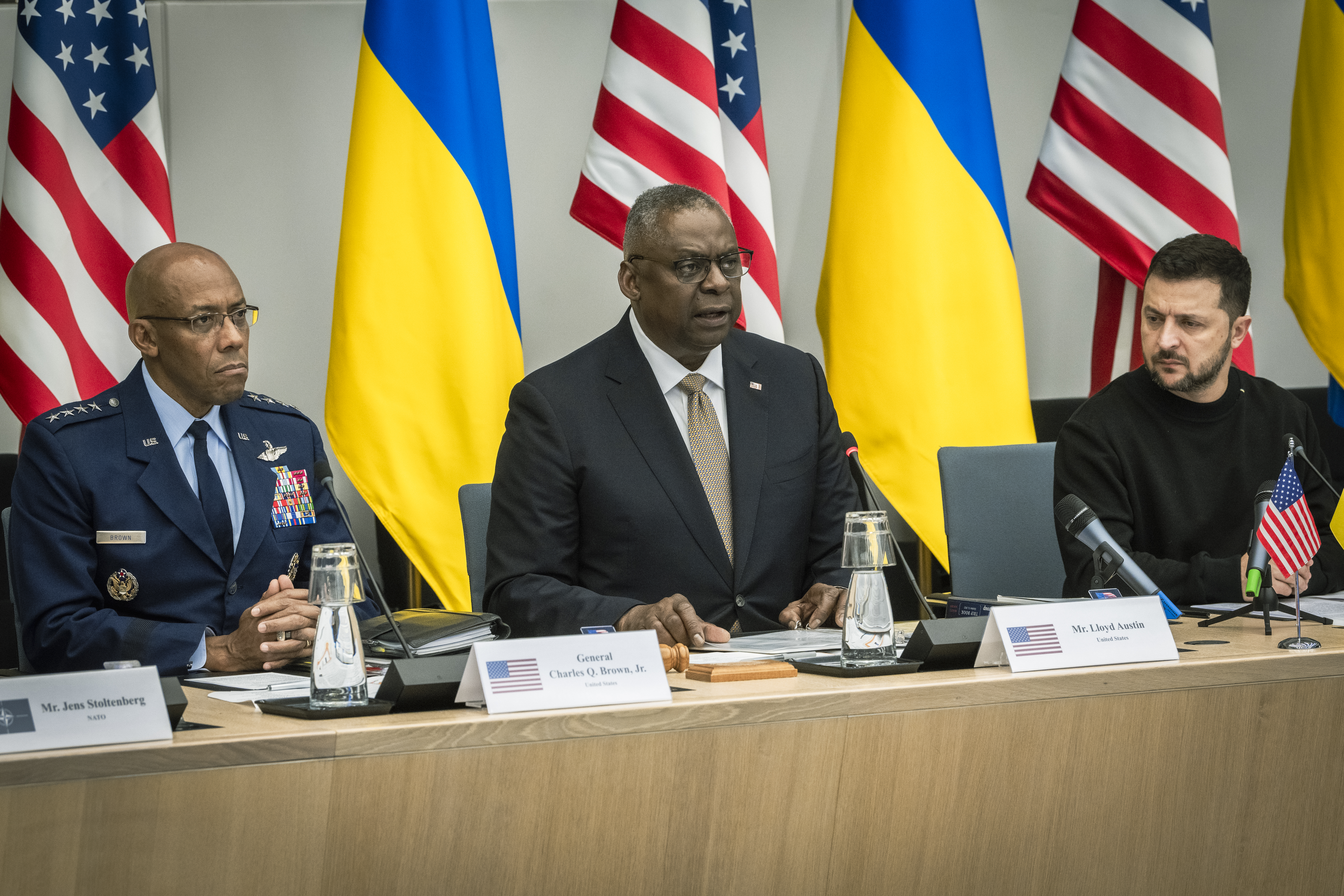
O chefe do Estado-maior das forças armadas dos Estados Unidos, Charles Quinton Brown Junior, e o Secretário de Defesa americano Lloyd Austin se reunindo com o Presidente Volodymyr Zelensky se reunindo em Bruxelas.

Em 23 de outubro, foi confirmado que duas pessoas foram mortas por bombardeios russos no Oblast de Kherson. Na cidade de Kherson, fábricas de transporte e alimentos foram atingidas. Os sistemas de defesa aérea da Ucrânia destruíram seis drones russos e um míssil de cruzeiro. Vladimir Saldo, o governador do Oblast de Kherson, instalado pela Rússia, afirmou que a Rússia derrubou três mísseis ucranianos que se dirigiam para a Crimeia. Já  inteligência militar ucraniana afirmou que quatro agentes do FSB foram "liquidados" por guerrilheiros num carro-bomba em Berdiansk.
Enquanto isso, o SBU prendeu três civis na cidade de Kherson sob suspeita de ajudar ataques aéreos russos na cidade.
As autoridades ucranianas ordenaram a evacuação obrigatória de crianças e seus pais ou responsáveis de oito assentamentos no Oblast de Donetsk e vinte e três assentamentos no Oblast de Kherson devido a intensos combates.
A inteligência militar ucraniana afirmou que quatro agentes do FSB foram "liquidados" por guerrilheiros num carro-bomba em Berdiansk. Neste tópico, o jornal americano The Washington Post reportou que a inteligência militar ucraniana realizou dezenas de assassinatos na Rússia desde o início da invasão, incluindo o ataque à bomba contra a jornalista russo Darya Dugina, que o SBU sempre negou ter feito parte.
O presidente turco Recep Tayyip Erdoğan apresentou um projeto de lei ao parlamento para a ratificação da entrada da Suécia na OTAN.
Em 24 de outubro, duas pessoas foram mortas por bombardeios russos em Podoly, no Oblast de Kharkiv, com outras quatro na região ficando feridos. Quatro pessoas, incluindo uma criança de 12 anos, ficaram feridas em ataques russos no Oblast de Kherson.
A Rússia afirmou ter destruído três drones navais ucranianos após explosões em Sebastopol.
O Serviço Federal de Segurança russo acusou os órgãos de inteligência ucraniana de tentar envenenar cerca de 77 pilotos de uma escola de aviação militar russa durante uma reunião, enviando um bolo envenenado e uísque.
A Alemanha anunciou um novo pacote de ajuda militar para a Ucrânia avaliado em US$ 1,4 bilhão que incluiria três sistemas de canhões antiaéreos Gepard, 40 drones de reconhecimento RQ-35 e Vector, um sistema de ponte de assalto Biber, três veículos de recuperação de tanques HX81, três reboques de recuperação de tanques, treze veículos de patrulha de fronteira e 3 872 projéteis de fumaça de 155 mm.
Em 25 de outubro, o governo australiano anunciou um pacote de ajuda de 20 milhões de dólares australianos para os militares ucranianos que incluiria impressoras 3D, equipamento de desminagem, máquinas de raios X e sistemas anti-drones.
O Conselho da Federação Russa aprovou por unanimidade um projeto de lei para revogar a ratificação do Tratado de Proibição Total de Testes Nucleares.
Em 26 de outubro, um jovem ucraniano de 16 anos e outra pessoa foram mortos por bombardeios russos nos Oblasts de Sumy e Kherson, respectivamente.
A Rússia afirmou que três drones tentaram atacar a Usina Nuclear de Kursk. Já a Romênia instalou um sistema anti-drone na região do Delta do Danúbio, na fronteira com a Ucrânia, após incidentes de destroços de drones russos aterrarem no seu território durante ataques aéreos.
Enquanto isso, a Dinamarca prometeu um pacote de ajuda militar à Ucrânia no valor de 3,7 bilhões de coroas (ou US$ 520 milhões de dólares) que incluiria tanques T-72EA, veículos de combate de infantaria BMP-2, projéteis de artilharia, drones, armas pequenas e veículos de engenharia e recuperação. Os Estados Unidos também prometeram um pacote de ajuda militar no valor de cerca de US$ 150 milhões de dólares que incluiria munições para NASAMS e HIMARS, armas pequenas, mísseis AIM-9M e Stinger, sistemas anti-blindados Javelin, dispositivos de visão noturna e equipamento para clima frio. Já o novo primeiro-ministro eslovaco Robert Fico anunciou oficialmente que o seu país não forneceria mais ajuda militar à Ucrânia e se oporia a novas sanções contra a Rússia.

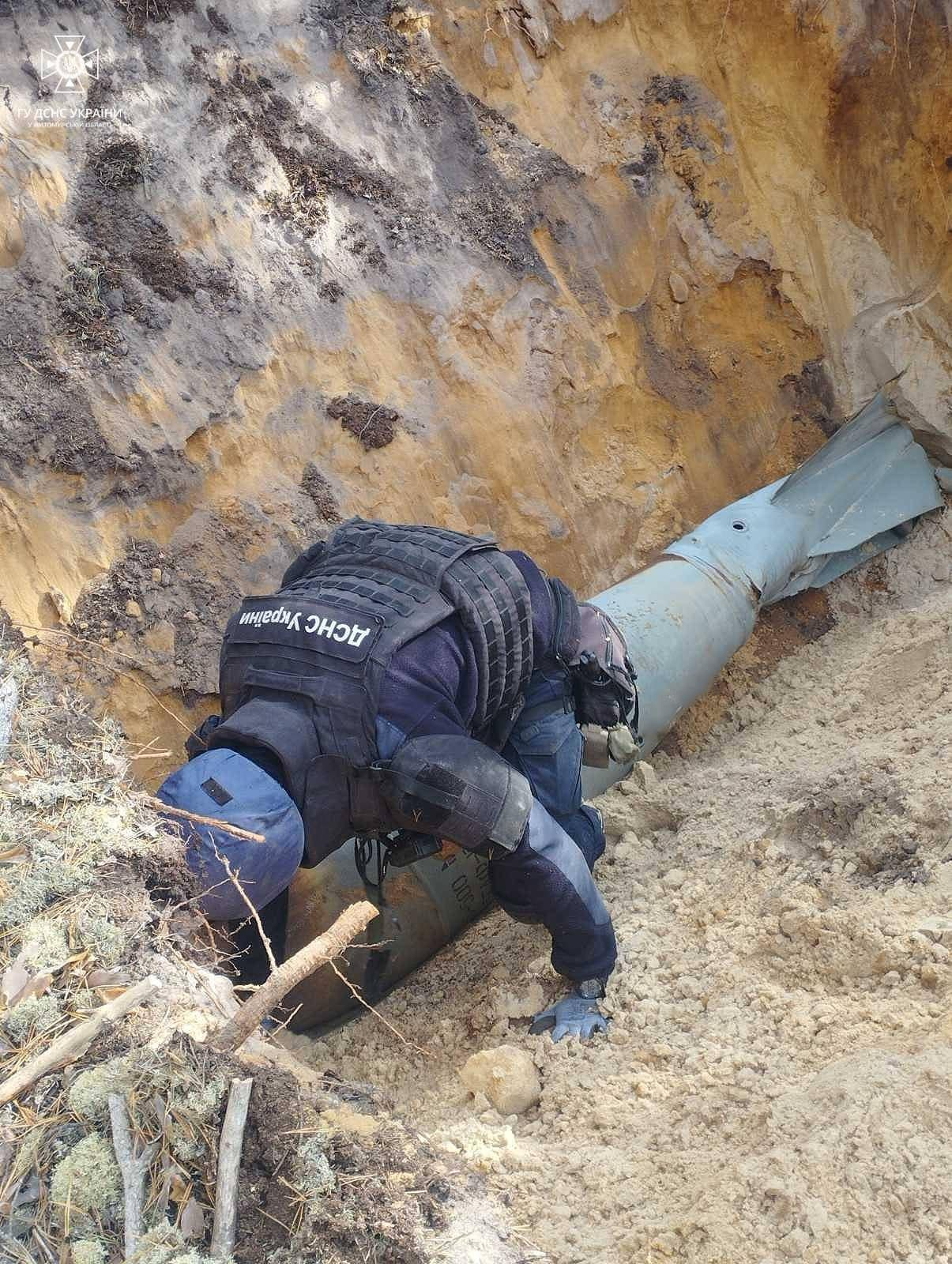
O Serviço Estatal de Emergência ucraniano descartando uma bomba aérea FAB-500 russa não detonada encontrada no Oblast de Jitomir, na Ucrânia, em outubro de 2023.

Em 27 de outubro, uma família inteira composta por nove pessoas, incluindo duas crianças, foi morta por soldados russos que queriam tomar sua casa em Volnovakha, na região ocupada no Oblast de Donetsk. A Rússia afirmou ter prendido dois suspeitos do ocorrido.
O político pró-Rússia e ex-parlamentar ucraniano Oleg Tsaryov foi baleado e ferido perto de sua casa na Crimeia, possivelmente numa ação feita por partisans ucranianos. Autoridades russas disseram que ele estava hospitalizado sob cuidados intensivos.
Os funcionários dos serviços secretos dos Estados Unidos alegaram que as forças russas estavam executando alguns de seus soldados que se recusaram a seguir ordens nos combates perto de Avdiivka; os militares ucranianas alegaram que algumas unidades russas sofreram "motins".
A Alemanha entregou um pacote de ajuda militar à Ucrânia que incluía um sistema de defesa aéreo IRIS-T SLM, mísseis IRIS-T SLS, 5 000 munições de 155 mm, quatro veículos blindados de transporte de pessoal, oito drones de reconhecimento VECTOR, um radar aéreo TRML-4D, quatro sistemas de radar terrestres, cinco navios de superfície não tripulados, seis veículos de guarda de fronteira, munições para sistemas de foguetes de lançamento múltiplo MARS II, quatro tratores com semirreboques e 10 mil óculos de segurança.
De acordo com o Instituto para o Estudo da Guerra, cerca de 70 prisioneiros de guerra ucranianos foram recrutados pelas forças russas para lutar contra a Ucrânia. A mídia estatal russa informou que o batalhão "Bohdan Khmelnytsky" formado por prisioneiros de guerra ucranianos se juntou a uma unidade militar russa e seria enviado para a frente de batalha após prestar juramento.
Num telefonema, o Presidente Zelensky disse ao primeiro-ministro Rishi Sunak, do Reino Unido, que as forças russas tinham perdido pelo menos uma brigada de soldados durante os combates perto de Avdiivka.
Em 28 de outubro, a Rússia afirmou ter destruído 36 drones ucranianos sobre o Mar Negro e a Crimeia após explosões perto Chornomorske e Saky.
Em 29 de outubro, uma pessoa foi morta em um ataque russo no Oblast de Kherson. Nesse mesmo dia, um caça russo Su-25 teria sido abatido pelo Serviço de Guarda de Fronteiras de Estado da Ucrânia perto de Avdiivka.
Na Rússia, foi relatado um incêndio na refinaria de petróleo Afipsky, perto de Novorossiysk. Nenhum outro dano ou vítima foi relatado. A mídia local, citando autoridades de segurança, afirmou que o incêndio foi iniciado por um drone. A mídia ucraniana informou que o ataque foi organizado pela SBU.
O Instituto para o Estudo da Guerra, citando blogueiros militares russos, informou que o Coronel-general Oleg Makarevich foi substituído como comandante das forças russas em Kherson pelo Coronel-general Mikhail Teplinsky. Makarevich foi acusado de incompetência enquanto as forças especiais ucranianas frequentemente cruzavam o rio.

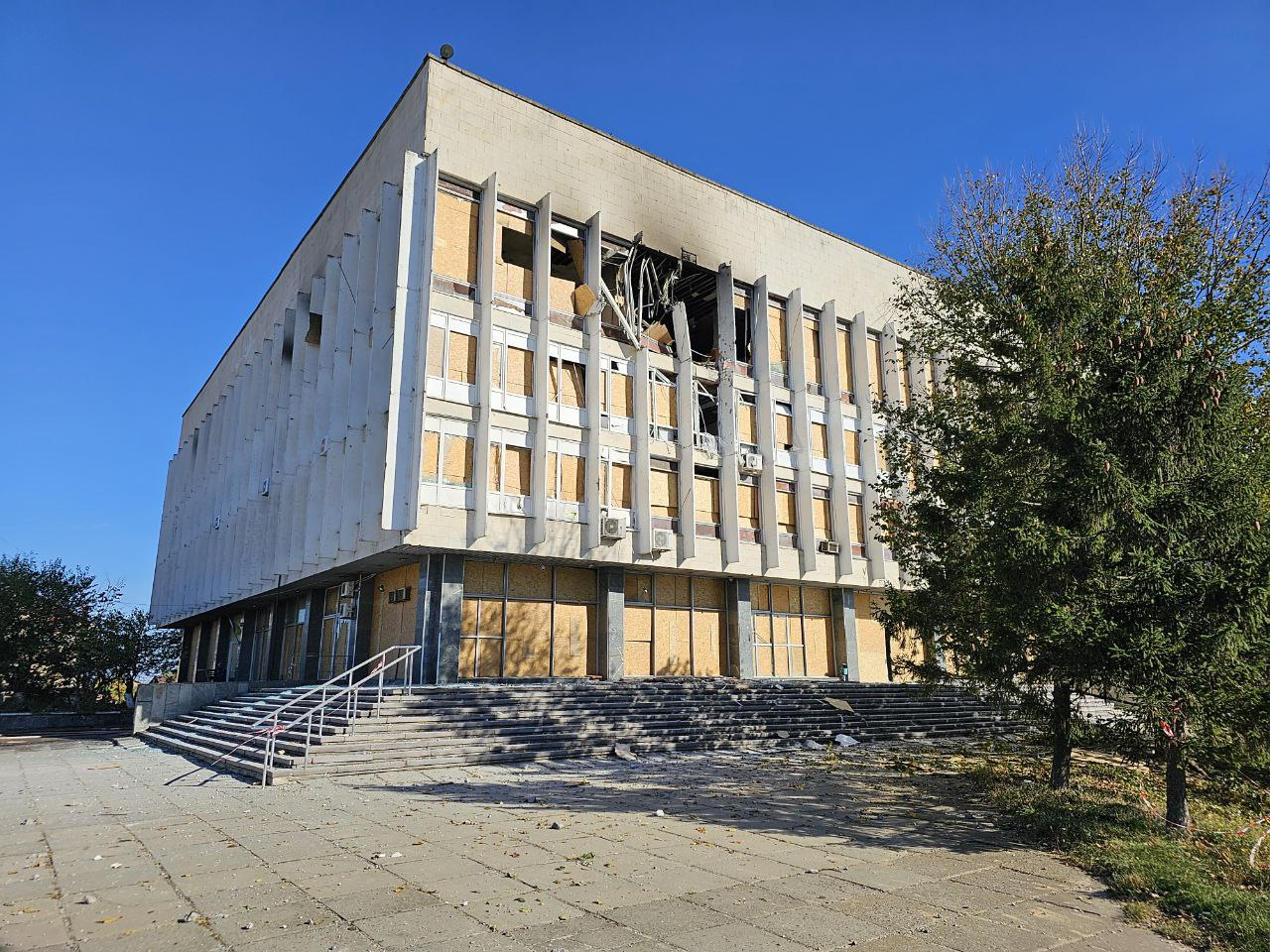
A Biblioteca Científica do Oblast de Kherson após um bombardeio russo em 30 de outubro

Em 30 de outubro, a Ucrânia alegou ter destruído um sistema de defesa aérea russa num ataque com mísseis à Crimeia. Blogueiros militares russos disseram que dois mísseis caíram perto de Olenivka, enquanto três drones navais foram interceptados perto de Sebastopol. Acredita-se que o ataque tivesse como alvo uma bateria de lançadores S-300 e feriu cerca de dezessete miltiares russos. Uma pessoa teria ficado ferida após as explosões em Sebastopol e Saky.
O FSB (a inteligência militar russa) deteve um cidadão russo em Sebastopol por alegadamente ter transmitido informações sensíveis à Ucrânia.
A empresa militar privada russa Redut abriu o recrutamento para mulheres como operadoras de drones e atiradoras para ajudar no esforço de guerra na Ucrânia.
Um apartamento de propriedade da Família Zelensky em Ialta, na Crimeia, foi leiloado pelas autoridades russas depois de ter sido apreendido.
Em 31 de outubro, foi confirmado que uma civil ucraniano foi morto em mais um bombardeio russo em Kherson. Duas outras pessoas foram mortas em ataques separados nos Oblasts de Donetsk e Kharkiv. Enquanto isso, uma refinaria de petróleo em Kremenchuk foi incendiada após um ataque russo.

### Novembro

#### 1–16 de Novembro

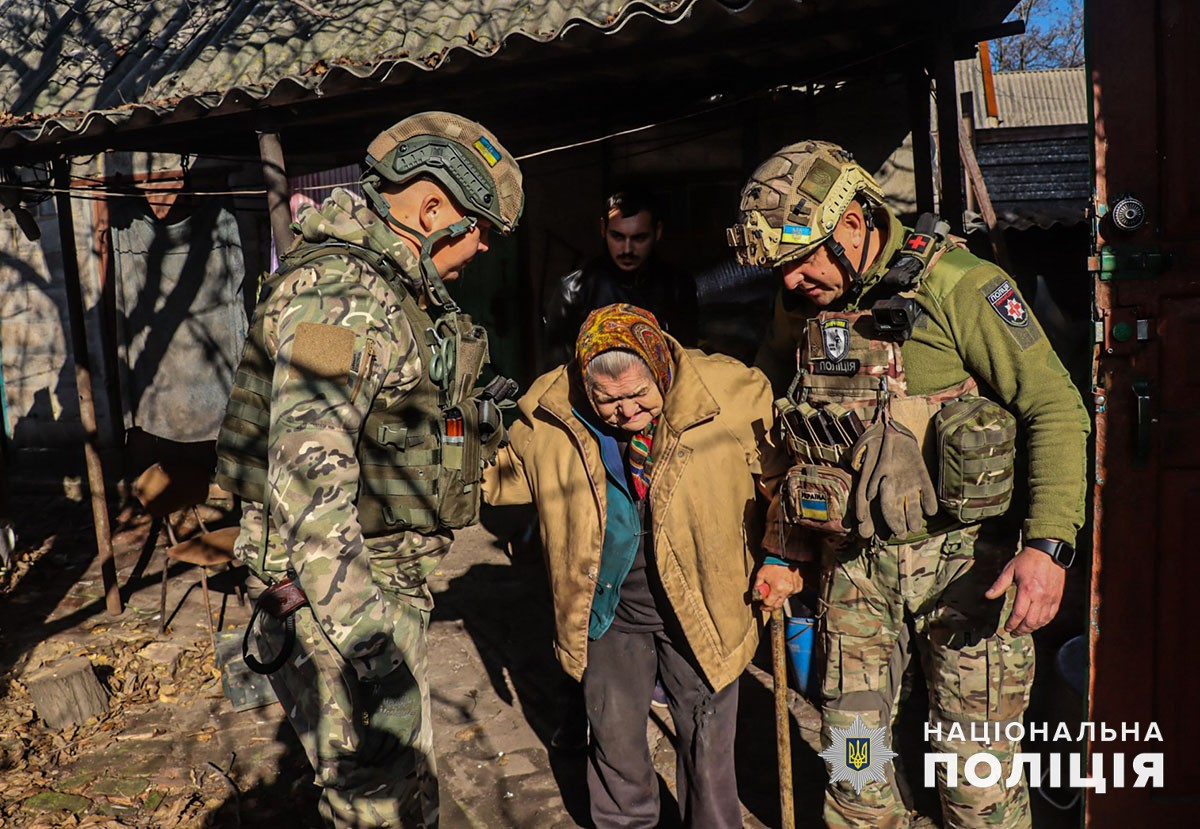
Militares ucranianos ajudando uma idosa no vilarejo de Berdychi, perto de Avdiivka.

Em 1 de novembro, cinco ucranianos foram mortos em ataques russos separados nos Oblasts de Dnipropetrovsk, Kherson e Zaporíjia.
A agência de notícias The Economist publicou um artigo de opinião do comandante ucraniano Valerii Zaluzhnyi, no qual ele chamou o estado atual do conflito de "impasse". Em resposta, o vice-chefe do gabinete do presidente Zelensky, Igor Zhovkva, criticou Zaluzhnyi por supostamente ter ido longe demais ao divulgar informações do campo de batalha ao público.
O Gabinete de Investigação do Estado ucraniano descobriu um esquema massivo envolvendo gabinetes regionais de alistamento militar que recebiam subornos em troca de ajudar as pessoas a escapar à mobilização. Afirmou que nove oficiais de recrutamento estavam envolvidos no esquema, que teria sido organizado pelo ex-chefe do Comissariado Militar Regional de Kiev e estava centrado principalmente no Oblast de Kiev. Suspeita-se que pelo menos 100 pessoas tenham aproveitado o esquema depois de pagar entre 6 000 e 10 000 dólares em subornos.
Ainda neste mesmo dia, um tribunal no Oblast de Donetsk, ocupado pela Rússia, condenou três soldados ucranianos a 30 anos de prisão perpétua por alegados crimes de guerra durante o cerco de Mariupol.
O governo da Suíça prorrogou o estatuto de proteção temporária concedido aos refugiados ucranianos até março de 2025. Neste mesmo dia, a primeira-ministra italiana Giorgia Meloni conversou com dois russos se passando por líderes africanos em um clipe de áudio de treze minutos, durante o qual ela admitiu que havia "muito cansaço" (fadiga) por causa da guerra na Ucrânia.

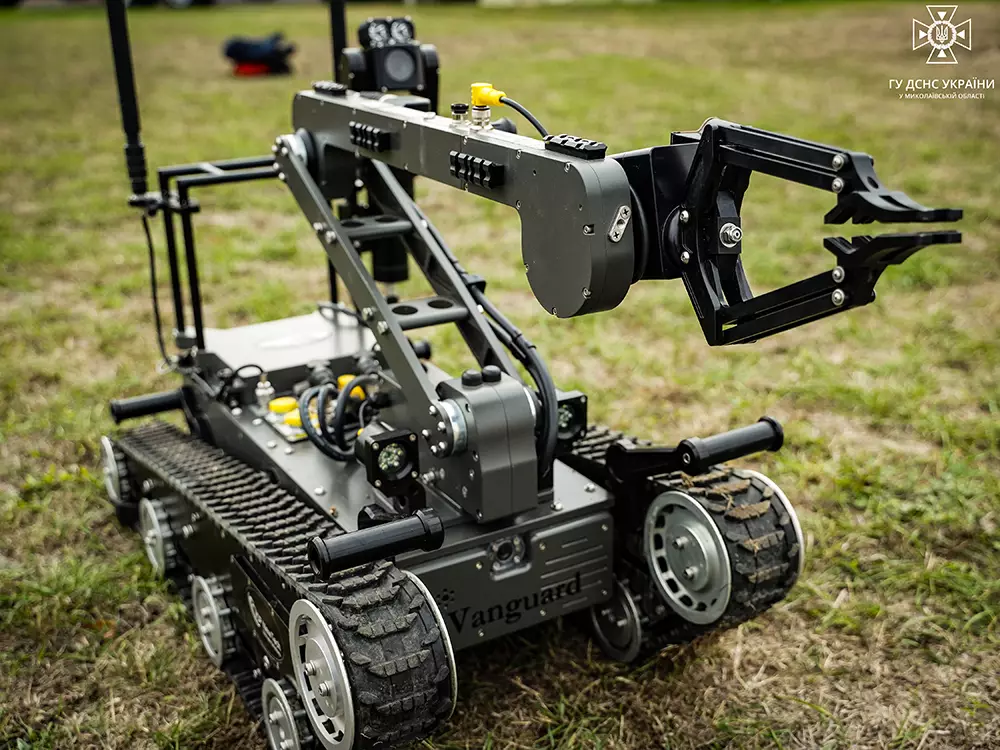
Robô de desminagem canadense no Oblast de Mykolaiv, a serviço da Ucrânia

Em 2 de novembro, a Rússia afirmou ter derrubado seis drones ucranianos sobre o Mar Negro e a Crimeia.
A Ucrânia sofreu o mais extenso bombardeio de artilharia russa de 2023 em um espaço de 24 horas, de acordo com o Ministro do Interior Ihor Klymenko, com cerca de 118 assentamentos bombardeados em dez regiões. As autoridades ordenaram a evacuação obrigatória de crianças e seus pais ou responsáveis de 66 assentamentos na região de Kupiansk, no Oblast de Kharkiv, citando a "situação de segurança".
Autoridades sul-coreanas disseram que a Coreia do Norte forneceu à Rússia vários tipos de mísseis para uso na Ucrânia, incluindo "mísseis balísticos de curto alcance, mísseis antitanque e antiaéreos portáteis".
Em 3 de novembro, foi reportado que dezenove soldados ucranianos da 128ª Brigada de Assalto de Montanha "Zakarpattia" foram mortos e vários outros, incluindo civis, ficaram feridos na sequência de um ataque com mísseis russos numa cerimónia de entrega de prémios para celebrar o Dia da Artilharia na aldeia da linha da frente de Zarichne, no Oblast de Zaporíjia. O comandante da brigada, o coronel Dmytro Lysiuk, que chegou atrasado à cerimônia e não se feriu, foi suspenso do cargo.
Autoridades instaladas pela Rússia no Oblast ocupado de Kherson afirmaram que nove pessoas foram mortas por bombardeios ucranianos contra a cidade de Chaplynka.
O Presidente Zelensky anunciou a demissão do general-brigadeiro Viktor Khorenko como comandante das Forças de Operações Especiais, sendo substituído pelo coronel Serhii Lupanchuk, seguindo um pedido do ministro da defesa Rustem Umerov.

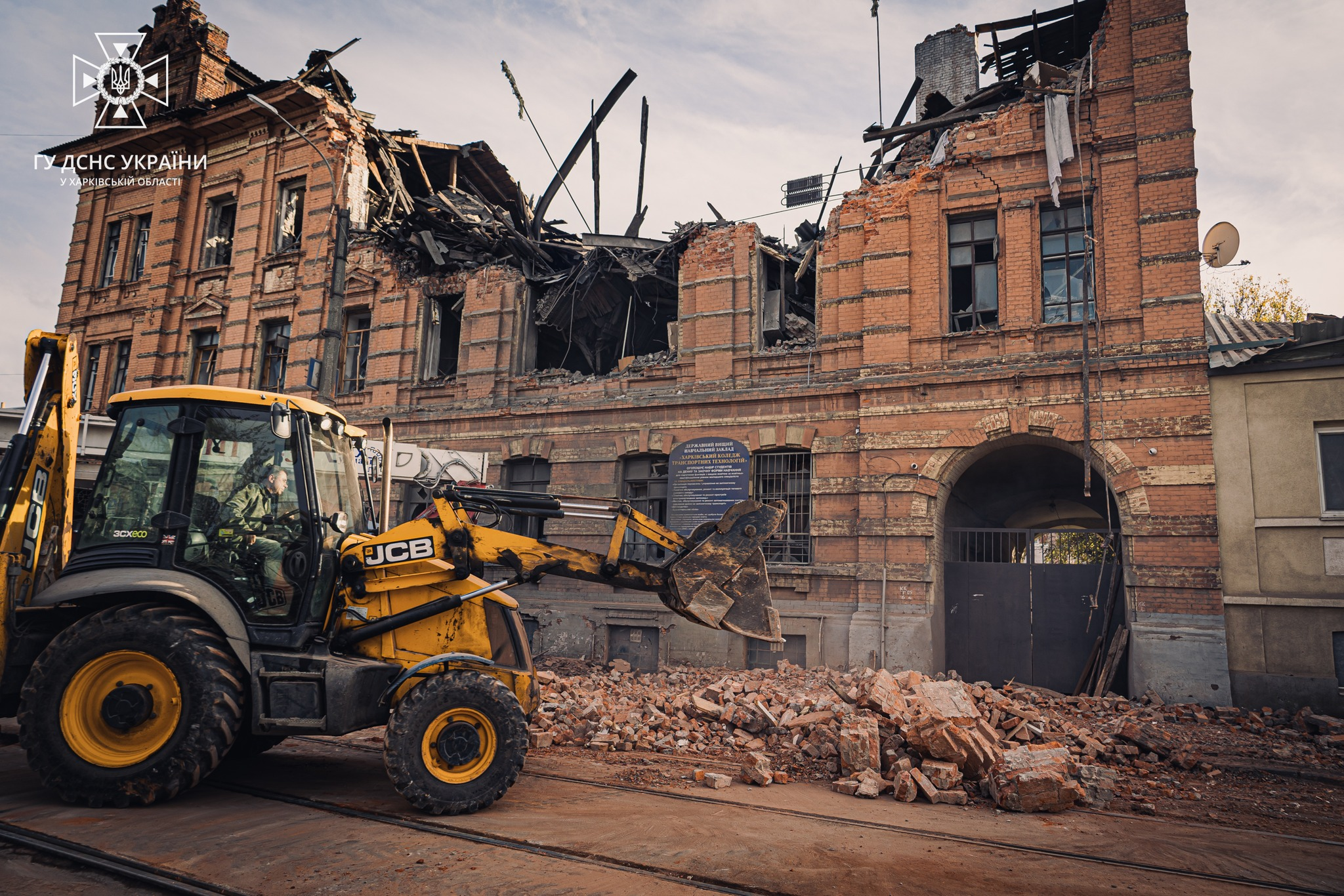
Faculdade de Tecnologias de Transporte de Kharkiv após ataque de drone russo em 3 de novembro

A inteligência militar ucraniana afirmou que um carro pertencente a Igor Kuznetsov, CEO da fabricante de armas russa GosNIImash, pegou fogo na região de Nijni Novgorod por membros de um "movimento de resistência" local.
Um tribunal de Moscou condenou à revelia o ativista Pyotr Verzilov a 8,5 anos de prisão por reportar sobre o massacre de Bucha.
A ministra da defesa holandesa, Kajsa Ollongren, prometeu mais munição para a Ucrânia no valor €500 milhões (US$ 532 milhões de dólares). Já os Estados Unidos prometeram um pacote de ajuda militar de US$ 425 milhões à Ucrânia que incluiria munições para os sistemas NASAMS e HIMARS, mísseis antitanque TOW, cartuchos de artilharia de 155 mm e 105 mm, sistema antiblindado Javelin e AT-4, munição para armas pequenas e equipamento para clima frio.

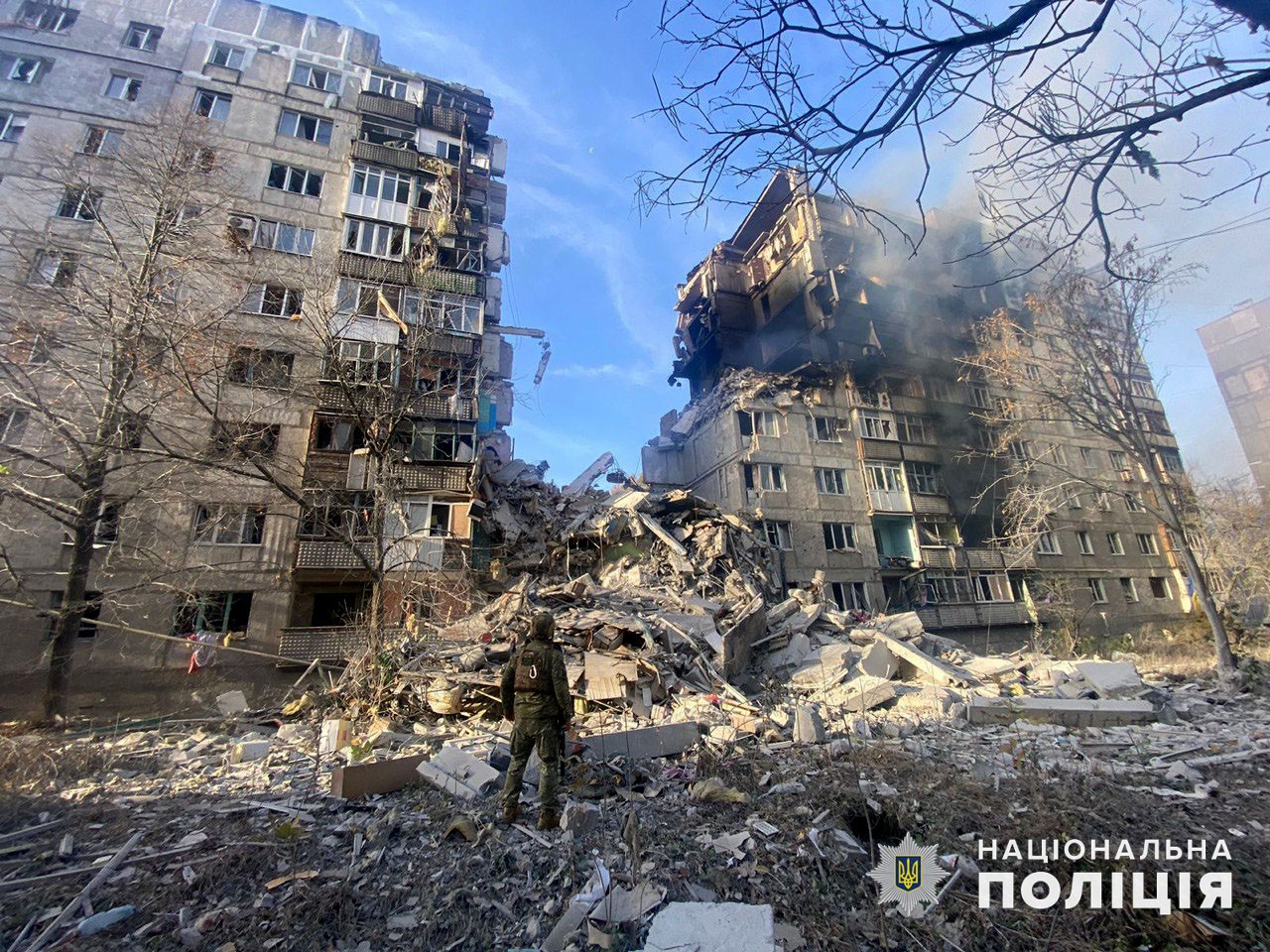
Um prédio residencial em Avdiivka após um bombardeio russo.

Em 4 de novembro, a Ucrânia lançou um ataque com mísseis ao estaleiro Zalyv, também conhecido como BE Butoma, em Kerch, na Crimeia, atingindo uma doca seca e supostamente danificando o cruzador russo Askold.
Um ucraniano foi morto por bombardeios russos em Kherson. Outra pessoa foi morta num ataque separado no Oblast de Poltava.
O SBU (a inteligência militar ucraniana) acusou formalmente o chefe da Igreja Ortodoxa Russa, Cirilo I de Moscou, em apoiar a invasão russa da Ucrânia e em minar a integridade territorial do país.
Em 5 de novembro, no meio da noite, a Rússia lançou um ataque aéreo noturno a Odessa, ferindo oito pessoas. Cerca de 15 drones e um míssil teriam sido abatidos sobre a cidade. O prefeito Gennadiy Trukhanov disse que danos significativos foram relatados no Museu de Belas Artes de Odessa no Palácio de Potocki, onde obras de arte foram arrancadas de paredes e janelas arrancadas, bem como em vinte edifícios residenciais e no sistema de água. O museu, que celebrava o seu 124º aniversário no dia do ataque, disse que nenhuma das suas coleções foi destruída. Nesse mesmo dia, um civil ucraniano foi morto num bombardeio russo contra o Oblast de Dnipropetrovsk.
Autoridades ucranianas alegaram que ocorreu uma explosão em um depósito de munição russo em Siedove, no Oblast ocupado de Donetsk.
Enquanto isso, a Ucrânia alegou ter destruído um sistema de guerra eletrônica russo Pole 21 na frente sul.

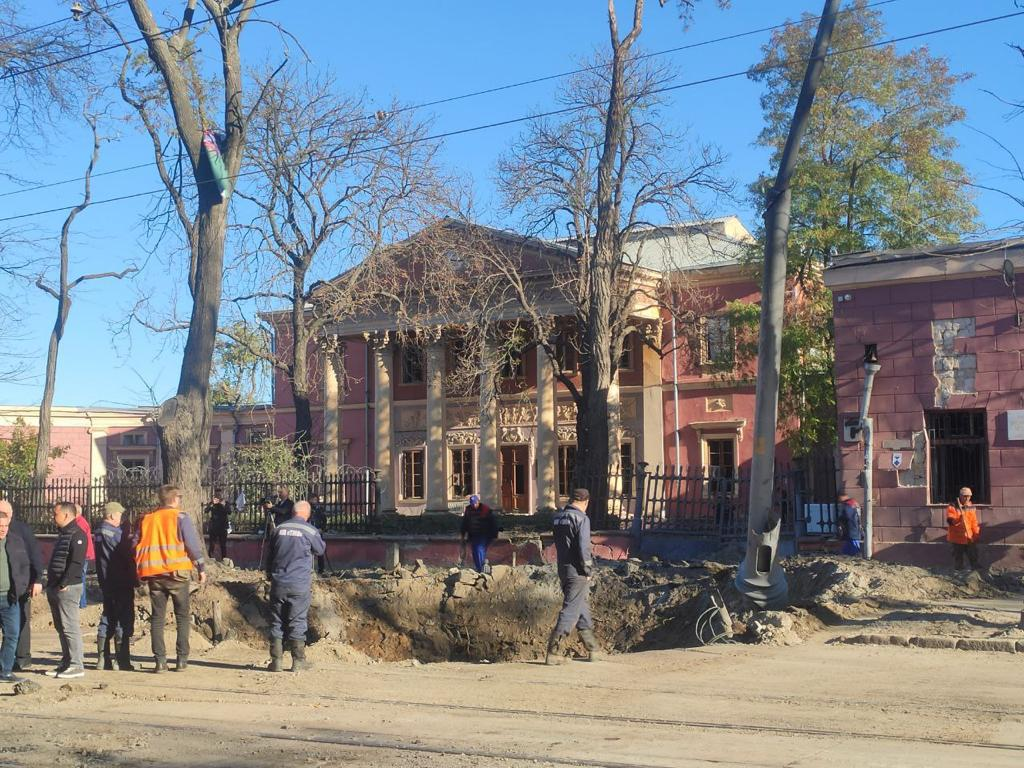
Cratera de mísseis em frente ao Museu de Belas Artes de Odessa

Em 6 de novembro, na sua primeira declaração definitiva sobre a realização de eleições em tempos de guerra, o Presidente Zelensky chamou tais pensamentos de "absolutamente irresponsáveis" e acrescentou que "não era o momento certo" para realizar tais exercícios.
Herman Smetanin, chefe do produtor estatal ucraniano de armas Ukroboronprom, anunciou que iniciou a produção em massa de drones kamikaze com um alcance máximo de 1.000 quilômetros em cooperação com parceiros estrangeiros, acrescentando que foram utilizados contra alvos russos.
O governador empossado pela Rússia do Oblast de Zaporíjia, Yevgeny Balitsky, anunciou o início da construção de uma ferrovia ligando a região à Rússia, a partir de Yakymivka, perto de Melitopol, e terminando em Rostov-on-Don, passando por Berdiansk e Mariupol. Ele acrescentou que o projeto ajudaria a logística militar russa, contornando a Ponte da Crimeia.
A fabricante de armas francesa Verney-Carron assinou um contrato de 36 milhões de euros (US$ 38,6 milhões de dólares) para fornecer à Ucrânia cerca de 10 000 fuzis de assalto, 2 000 rifles de precisão e 400 lança-granadas.
O jornal The Kyiv Post divulgou imagens de drones do que alegou serem forças especiais ucranianas atacando soldados do Grupo Wagner no Sudão com um projétil explosivo.
Em 7 de novembro, três pessoas foram mortas em um bombardeio russo contra a cidade de Bahatyr, no oeste do Oblast de Donetsk, enquanto outros dois civis foram mortos em ataques separados nos Oblasts de Kharkiv e Kherson. Do outro lado, o chefe da República Popular de Donetsk instalado pela Rússia, Denis Pushilin, afirmou que seis pessoas foram mortas e outras 11 ficaram feridas por bombardeios ucranianos na cidade de Donetsk. Além disso, a Rússia afirmou ter destruído ou interceptado 15 drones sobre o Mar Negro e a Crimeia, enquanto foram relatadas explosões perto da base aérea de Belbek.
A Ucrânia impôs sanções a nove empresas ligadas ao oligarca russo Mikhail Fridman por fornecer apoio ao esforço de guerra russo na Ucrânia. Um tribunal americano indiciou sete indivíduos e três empresas sediadas nos Estados Unidos, na Rússia, no Canadá e nos Emirados Árabes Unidos por exportarem tecnologias de dupla utilização americana para a Rússia.
Enquanto isso, um tribunal em Moscou ordenou a prisão de Lucy Shtein, membra exilada do grupo Pussy Riot, por supostamente "espalhar informações falsas" sobre ações militares russas na Ucrânia.
Enquanto a contra-ofensiva ucraniana na região de Zaporíjia desacelerou consideravelmente, os ucranianos se mantiveram no ataque no fronte de Kherson. Forças especiais e fuzileiros ucranianos cruzavam o rio Dnipro com frequência, normalmente para operações rápidas, mas uma cabeça de ponte foi eventualmente aberta. Para tentar explorara essa abertura, reforços foram enviados, por ambos os lados. Enquanto os russos mobilizaram suas reservas, os ucranianos mandaram pelo menos cinco veículos blindados, incluindo um BTR-4, na banda leste do Dnipro, próximo de Krynky, a primeira vez que tais veículos foram vistos na parte oriental do rio Dnipro desde o início da ocupação russa em fevereiro de 2022.
O Presidente Zelensky disse durante um discurso que sistemas NASAMS adicionais foram recebidos como parte do aumento das defesas aéreas antes do inverno, sem mencionar o fornecedor.
O Ministério da Defesa holandês afirmou que cinco F-16 foram enviados para a Romênia para que os pilotos ucranianos os usassem em treinamento.
Em 8 de novembro, Mikhail Filiponenko, um comandante militar separatista da República Popular de Lugansk durante a Guerra em Donbas e membro da assembleia regional instalada pela Rússia, foi morto por um carro-bomba colocado pela inteligência militar ucraniana e por partisans na cidade de Luhansk.
O navio de carga de bandeira liberiana Kmax Ruler foi atingido por um míssil russo enquando entrava no Porto de Pivdennyi (em Yuzhne), no Oblast de Odessa, para coletar minério de ferro com destino à China, matando um piloto ucraniano e ferindo outro funcionário portuário e quatro tripulantes filipinos. Enquanto isso, duas pessoas foram mortas em ataques separados russos no Oblast de Donetsk.
Um tribunal em Odessa condenou e sentenciou o governador do Oblast de Kherson empossado pela Rússia, Vladimir Saldo, à revelia a 15 anos de prisão por traição, colaboracionismo e justificação da invasão russa da Ucrânia.
Nesse meio tempo, a União Europeia autorizou o início das negociações de adesão relativamente à adesão da Ucrânia e da Moldávia ao bloco em 2024.
Já na Rússia, o FSB (a inteligência militar) prendeu um homem em Buryatia por supostamente trabalhar com a inteligência ucraniana para convencer os soldados russos a desertarem após serem enviados para a Ucrânia.
O Reino Unido impôs sanções a vinte e nove indivíduos e entidades que apoiam o esforço de guerra russo na Ucrânia através de "setores de ouro, petróleo e estratégicos". Entre os sancionados estava uma rede de comerciantes de ouro baseados nos Emirados Árabes Unidos que se acredita terem canalizado mais de US$ 300 milhões de dólares em receitas para a Rússia, dois dos maiores produtores de ouro russo e a sua maior refinaria de ouro, e a empresa de comércio de energia Paramount Energy & Commodities.
O governo do recém-eleito primeiro-ministro eslovaco, Robert Fico, conhecido por sua postura pró-Rússia, bloqueou um pacote de ajuda de 40,3 milhões de euros (US$ 43,2 milhões de dólares) para a Ucrânia, que havia sido proposto por seu predecessor.

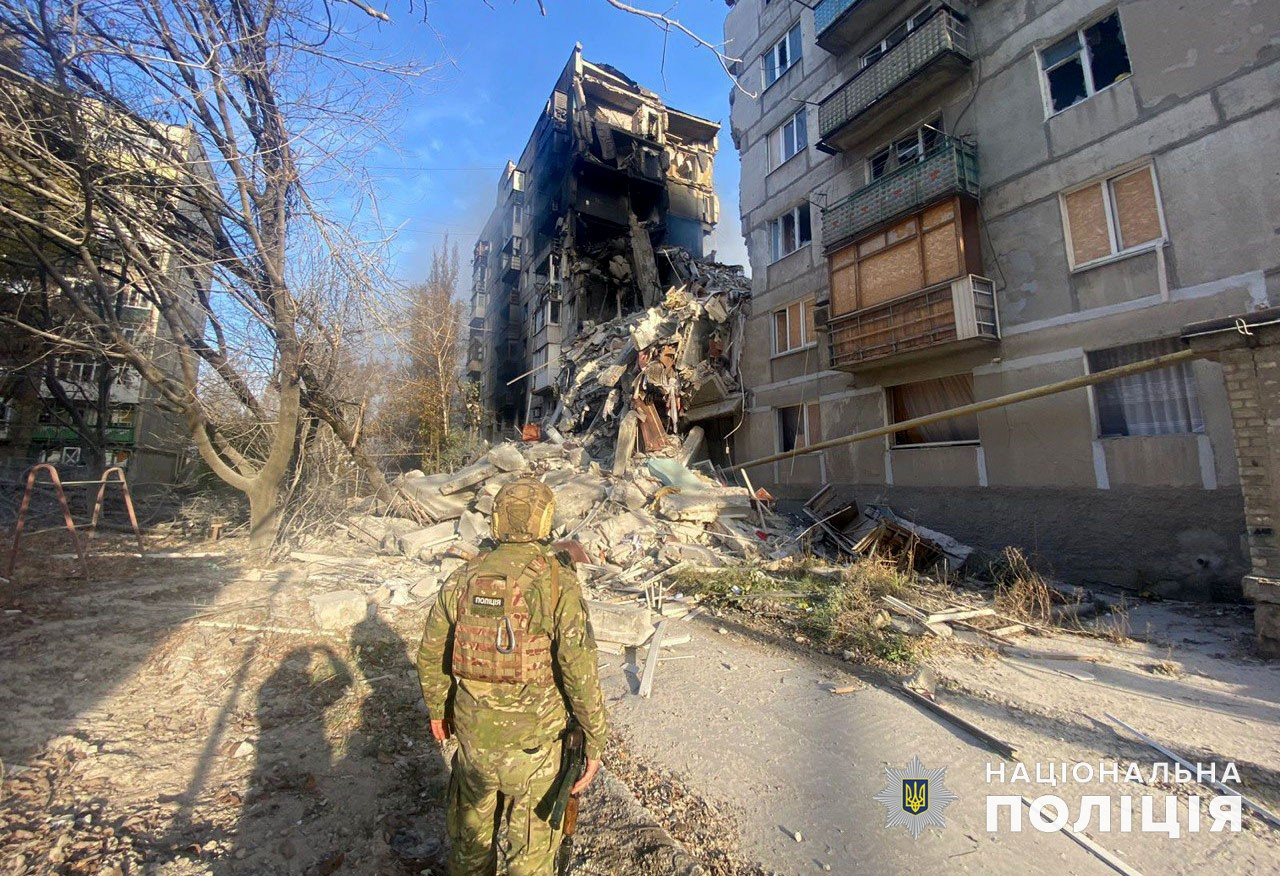
Destruição em Avdiivka.

Em 9 de novembro, dois ucranianos foram mortos em ataques russos no Oblast de Kherson. Cerca de 11 pessoas ficaram feridas após um ataque com mísseis ucranianos na região ocupada de Skadovsk.
Nesse mesmo dia, a Rússia afirmou ter abatido um míssil ucraniano perto da costa da Crimeia. Já a Ucrânia alegou ter destruído um sistema de mísseis Tor usando um drone com visão em primeira pessoa no fronte de Kupiansk.
Um tribunal militar russo condenou um soldado ucraniano a 19 anos de prisão por alegados crimes de guerra em Mariupol.
Em 10 de novembro, a inteligência militar ucraniana afirmou que uma embarcação de desembarque da classe Serna e uma da classe Ondatra foram afundadas por drones navais na Baía de Vuzka, na Crimeia.
A Rússia afirmou ter interceptado dois drones sobre os Oblasts de Moscou e Smolensk. Um carro-bomba visando um policial russo teria sido detonado por guerrilheiros ucranianos em Mariupol.
O serviço de inteligência da Ucrânia (o SBU) prenderam um residente do Oblast de Odessa por passar informações à inteligência russa para uso em ataques aéreos. Uma corte em Sumy condenou um homem a 15 anos de prisão por espionar em nome do FSB (o órgão de inteligência militar da Rússia) e guiar uma coluna russa a caminho de Kiev com seu carro durante a Campanha do Norte da Ucrânia em 2022.
A Duma Federal Russa estava considerando um projeto de lei que permitiria à segurança privada abater drones ucranianos que se aproximassem da infraestrutura energética, que antes era reservada para "aplicações da lei, agências de segurança e certas empresas de segurança privada" com poderes antiterroristas.
Em 11 de novembro, a força aérea ucraniana afirmou ter interceptado 19 dos 31 drones Shahed lançados pela Rússia naquele dia. Também foi reportado que a Rússia disparou um míssil Onyx da Crimeia, um míssil Kh-31 do Mar Negro e um míssil S-300 do Oblast de Belgorod. Um míssil balístico foi interceptado a caminho de Kiev, enquanto explosões foram ouvidas na margem leste do trecho do rio Dnipro da cidade, no primeiro ataque à capital nos últimos 52 dias. Enquanto isso, três ucranianos foram mortos em bombardeios russos separados em Toretsk e Minkivka, no Oblast de Donetsk.
A inteligência militar ucraniana afirmou que três oficiais militares russos foram mortos num atentado a bomba orquestrado por guerrilheiros durante uma reunião entre o FSB e a Rosgvardiya (Guarda Nacional) em um quartel em uma antiga agência dos correios em Melitopol.
Na Rússia, o governador do Oblast de Belgorod afirmou que três casas, linhas de energia e "cinco vagões ferroviários foram danificados" num ataque aéreo ucraniano em Valuyki. Um trem de carga descarrilou em Rybnoye, no Oblast de Ryazan, que as autoridades atribuíram a um dispositivo explosivo improvisado que descarrilou 19 carros, danificou 15 deles e feriu o ajudante do motorista.
Uma investigação conjunta dos jornais The Washington Post e Der Spiegel alegou que Roman Chervinsky, um antigo comandante das Forças de Operações Especiais ucranianas, que está atualmente na prisão por acusações não relacionadas, foi responsável pela "logística e apoio" ao grupo de sabotagem de seis pessoas que supostamente atacar o gasoduto Nord Stream 2. Em comunicado de seu advogado, Chervinsky negou qualquer conhecimento do ataque. O plano teria sido concebido para manter o presidente Zelensky "no escuro".

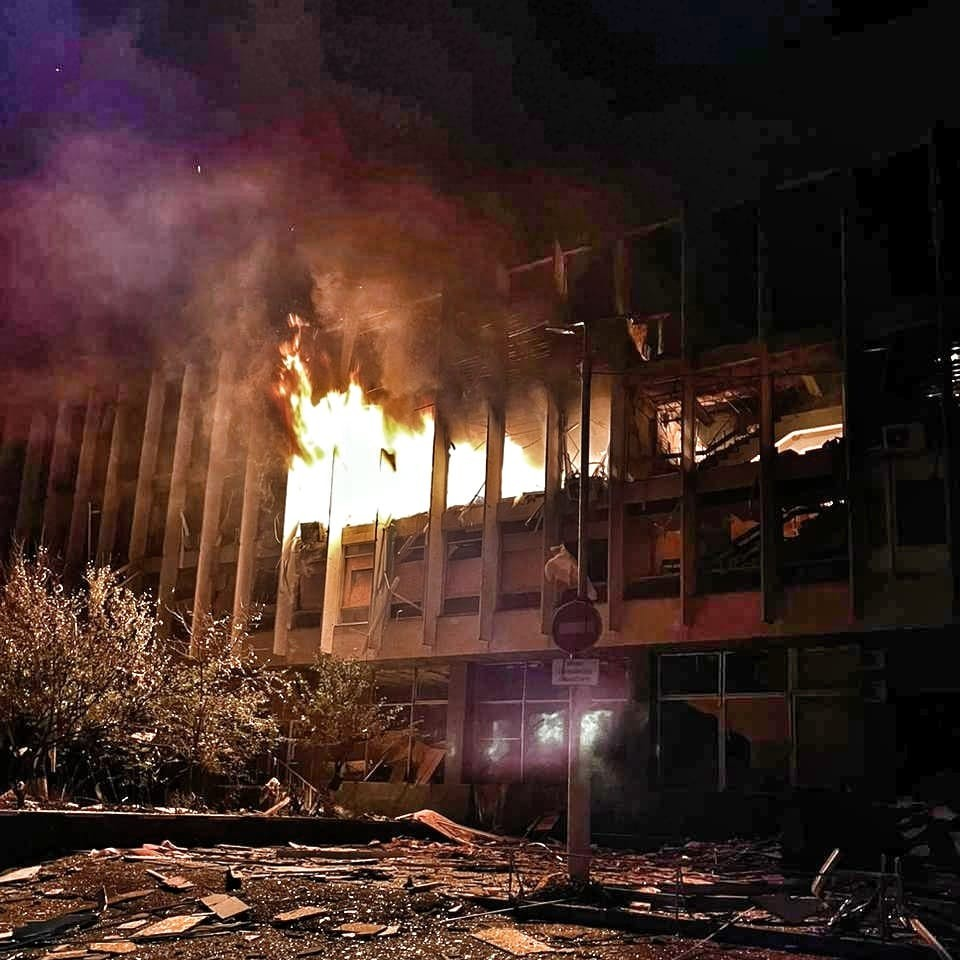
Biblioteca Científica do Oblast de Kherson após bombardeio russo em 12 de novembro

Em 12 de novembro, uma pessoa foi morta por bombardeio russo em Kherson.
A Força Aérea Ucraniana disse que conseguiu reconfigurar seus sistemas de mísseis Buk da era soviética para permitir-lhes disparar mísseis Sea Sparrow de fabricação americana.
A agência Bloomberg informou que o governo do chanceler alemão Olaf Scholz duplicaria a ajuda militar à Ucrânia em 2024 para cerca de 8 bilhões de euros (US$ 8,54 bilhões de dólares) e também aumentaria os gastos alemães em defesa para 2% do PIB, em linha com as políticas da OTAN. O governo alemão também prometeu dois sistemas de defesa aérea IRIS-T para a Ucrânia.
Em 13 de novembro, três pessoas morreram e outras 15 ficaram feridas em bombardeios russos em Kherson. Cerca de dezessete estruturas, incluindo um hospital, bem como uma ambulância e outros sete veículos foram danificados.
O SBU prendeu dois civis ucranianos sob suspeita de ajudar a inteligência russa nos ataques aéreos contra Kiev e Cherkasy.
Uma corte na cidade de Lviv sentenciou, à revelia, o ex-parlamentar Illia Kyva, que desertou para a Rússia, a quatorze anos de prisão por traição, na sequência do seu apelo a Putin para lançar um "ataque preventivo" à Ucrânia em 2022.
Enquanto isso, um homem em Kharkiv foi condenado à prisão perpétua por fornecer à Rússia informações que contribuíram para ataques aéreos na cidade, incluindo o bombardeio ao edifício da administração regional do estado em março de 2022 que tinha matado 29 pessoas e ferido outras 35.
As agências de notícias estatais russas RIA Novosti e TASS publicado, e depois retrataram, um relatório dizendo que as forças russas estavam a ser retiradas a leste do rio Dnipro. O Ministério da Defesa da Federação Russa atribuiu o relatório a uma "conta falsa" ligada à Ucrânia, enquanto este último descreveu o incidente como uma operação de desinformação.
Foi reportado que o Departamento de Defesa dos Estados Unidos havia comprado aproximadamente sessenta blindados de defesa antiaérea Flakpanzer Gepard da Jordânia, que por sua vez foram adquiridos aos Países Baixos entre 2013 e 2016, para utilização na Ucrânia. A Alemanha entregou um pacote de ajuda militar à Ucrânia composto por dez tanques Leopard 1A5, cinco ambulâncias blindadas Warthog, dez drones de reconhecimento Vector, quatorze veículos todo-o-terreno Bandvagn, cerca de 1 000 cartuchos de munição de 155 mm, 10 000 óculos de segurança, 1,4 milhão de cartuchos de munição para armas pequenas, dezesseis caminhões Zetros, três veículos de proteção de fronteiras, um tanque de remoção de minas e quatorze radares de vigilância terrestre.
Em 14 de novembro, uma pessoa foi morta em um ataque de drone russo em Nikopol.
Já a Rússia alegou que uma fábrica de munições e explosivos em Seltso, no Oblast de Bryansk, foi danificado por um drone ucraniano, enquanto outros drones foram abatidos sobre Moscou, nos Oblasts de Tambov e Oryol. Um residente de Krai de Krasnoiarsk foi condenado a 7,5 anos de prisão por criticar os abusos militares russos na Ucrânia e Joseph Stalin, enquanto residentes de Tolyatti foi condenado a seis anos de prisão por desfigurar cartazes de soldados russos servindo na Ucrânia.
Sergei Khadzhikurbanov, uma das cinco pessoas presas em conexão com o assassinato da jornalista russo Anna Politkovskaia em 2006, recebeu perdão presidencial após aceitar e terminar um contrato para lutar na Ucrânia. No entanto, o seu advogado disse que ele ainda estava em território ucraniano, tendo assinado outro contrato para lutar lá como voluntário.
O Serviço de Segurança da Ucrânia prendeu um homem em Mykolaiv sob suspeita de espionagem em bases aéreas ucranianas para a Rússia.
A União Europeia prometeu 100 milhões de euros (US$ 107,2 milhões de dólares) para operações de ajuda humanitária na Ucrânia e 10 milhões de euros (US$ 10,7 milhões) para apoiar refugiados ucranianos na Moldávia. A empresa alemã Rheinmetall anunciou que estava fornecendo vinte e cinco tanques Leopard 1 para a Ucrânia após um pedido financiado pelo governo alemão.
O ministro da defesa alemão Boris Pistorius confirmou que a União Europeia não seria capaz de fornecer à Ucrânia um milhão de munições de 155 mm até março de 2024, como foi planejado anteriormente.

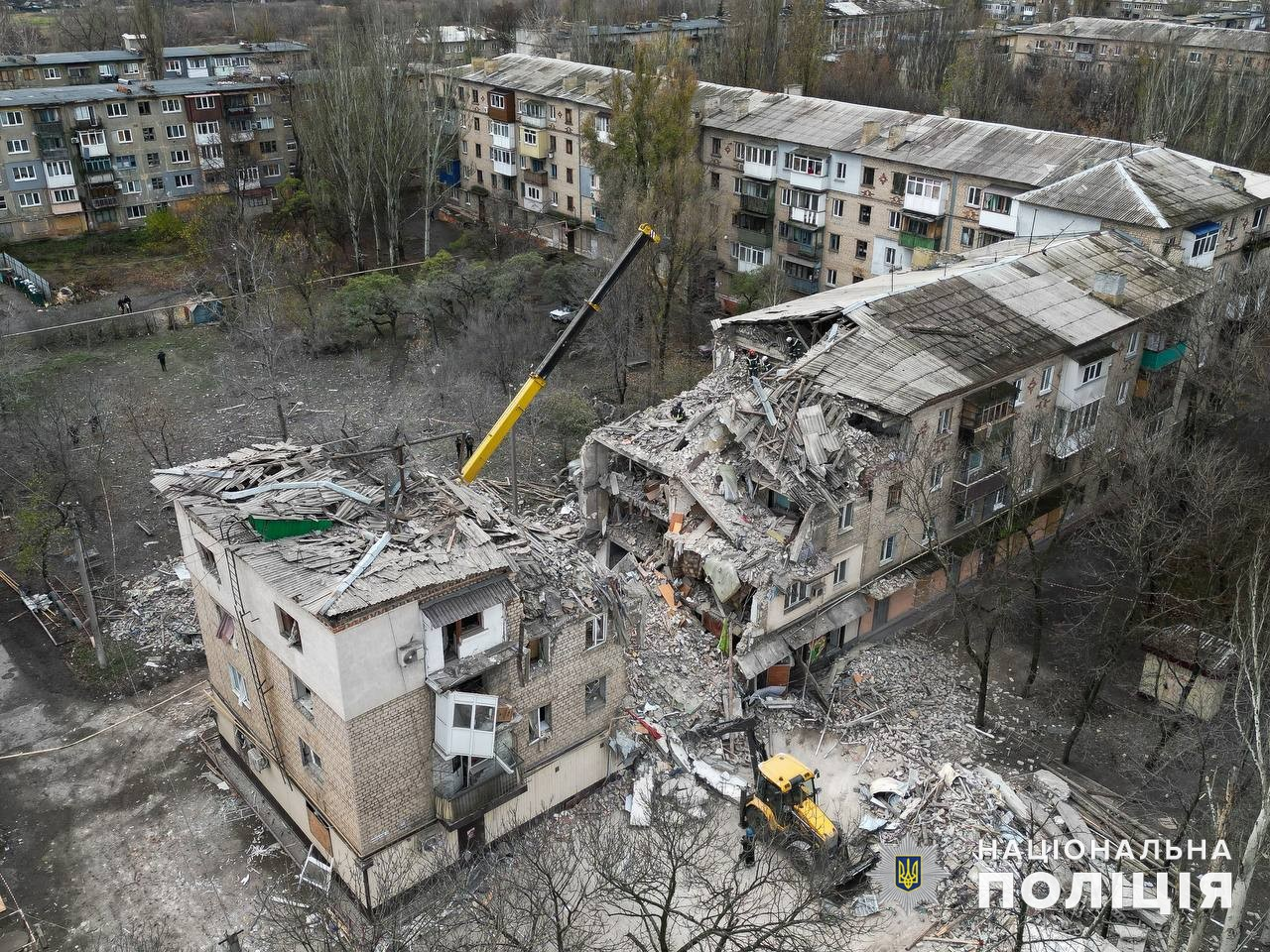
Um apartamento em Selydove após um ataque russo.

O Ministério da Defesa do Reino Unido informou que a Rússia aumentou sua produção de projéteis Krasnopol de 152 mm guiados por laser. Já o governo ucraniano lançou um programa de seguros de US$ 50 milhões com a ajuda do corretor Marsh McLennan e do Lloyd's of London para cobrir os navios de grãos que utilizam seus portos em caso de ataques.
Em 15 de novembro, Andriy Yermak, chefe de gabinete do Presidente Zelensky, reconheceu pela primeira vez que as forças ucranianas mantinham posições na margem leste do rio Dnipro. Os militares ucranianos disseram mais tarde que haviam estabelecido uma zona tampão de três a oito quilômetros da margem do rio, no Oblast de Kherson.
Quatro mísseis russos S-300 atingiram a cidade ucraniana de Selydove, no Oblast de Donetsk, matando quatro pessoas e ferindo três. Seis blocos de apartamentos e vinte casas foram danificados.  Além disso, dois membros do Serviço de Emergência Estatal da Ucrânia foram mortos por um bombardeio russo também no Oblast de Donetsk enquanto respondiam a um ataque anterior de mísseis.
O governo dos Estados Unidos anunciou que grandes manutenções e reparos dos F-16 ucranianos ocorreriam na Polônia.
Em 16 de novembro, um civil ucraniano foi morto num bombardeio russo no Oblast de Kherson. A Ucrânia afirmou ter abatido 16 dos 18 drones lançados e um míssil, lançados pela Rússia, sobrevoado Khmelnytskyi. A queda dos destroços feriu um motorista de caminhão e danificou um armazém de alimentos.
Uma investigação da Escola de Saúde da Universidade de Yale mostrou que mais de 2 400 crianças ucranianas foram levadas para a Bielorrússia. Elas faziam parte de um grupo mais amplo de mais de 19 mil crianças realocadas para áreas controladas pela Rússia, de acordo com o Procurador-Geral ucraniano.

#### 17–30 de Novembro

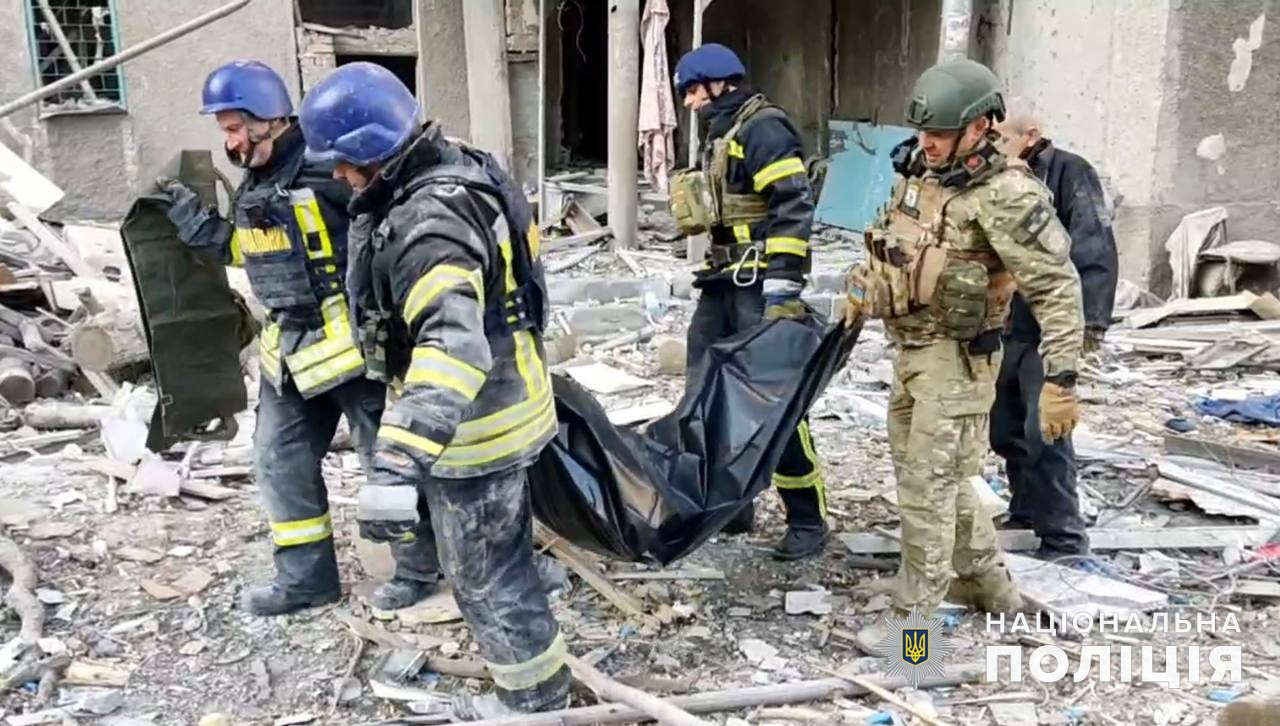
Um corpo de uma vítima sendo removido após um bombardeio russo em Avdiivka em novembro de 2023

Em 17 de novembro, a ministra da defesa dos Países Baixos, Kajsa Ollongren, disse que seu país iria mandar dois bilhões de euros (2,2 bilhões de dólares) em ajuda militar à Ucrânia em 2024.
O Ministério da Defesa do Reino Unido disse que era "provável" que as forças russas estivessem atualizando suas aeronaves A-50 de alerta aéreo em antecipação ao fornecimento pelo Ocidente de caças modernos a Ucrânia, como o F-16.
Os Estados Unidos e a Ucrânia anunciaram a realização de uma "conferência da indústria militar" conjunta em Washington D.C., de 6 a 7 de dezembro de 2023. A conferência visaria, em parte, aumentar as joint ventures e a produção entre a Ucrânia e os fabricantes de armas ocidentais.
Em 18 de novembro, a Ucrânia afirmou ter abatido 28 dos 39 drones Shahed lançados pelas forças russas durante um ataque contra infra-estruturas que durou a noite de 17 para 18 de novembro. Uma unidade de infra-estrutura energética e um edifício administrativo em Odessa foram danificados. Um civil foi ferido. No Oblast de Chernihiv, dois edifícios de infraestrutura também foram danificados. Os drones lançados em direção a Kiev foram todos abatidos. Já o Ministério da Defesa russo afirmou que um drone ucraniano foi abatido sobre Moscou.
A Ucrânia impôs sanções a 140 indivíduos e entidades que se acredita estarem envolvidos na deportação de crianças ucranianas dos territórios ocupados pela Rússia.
Em 19 de novembro, um ataque ucraniano a um salão de dança que hospedava uma apresentação teatral para soldados russos em Kumachove, no Oblast de Donetsk, matando 20 militares russos e uma atriz.
As forças ucranianas afirmaram ter expandido sua cabeça de ponte na banda oriental do Rio Dnipro e deteve doze ataques russos ao longo do dia.
De acordo com a liderança militar ucraniana, pelo menos vinte drones Shahed foram enviados para Kiev de várias direções durante a noite; 15 foram destruídos, cerca de 10 foram abatidos sobre Kiev e arredores. Cinco casas foram danificadas e um edifício de infraestruturas foi "ligeiramente danificado". Um civil foi morto por um bombardeio russo no Oblast de Sumy. Já na Rússia, um drone ucraniano teria sido abatido sobre o Oblast de Moscou.
O presidente Zelensky anunciou a demissão da major-general Tetiana Ostashchenko como chefe do Comando das Forças Médicas, a substituindo com o major-general Anatoliy Kazmirchuk, citando a necessidade de "um nível fundamentalmente novo de apoio médico" para os militares.
Foi anunciado que um ex-soldado do Exército Australiano que lutava na infantaria ucraniana foi morto perto de Avdiivka em outubro pela artilharia russa.

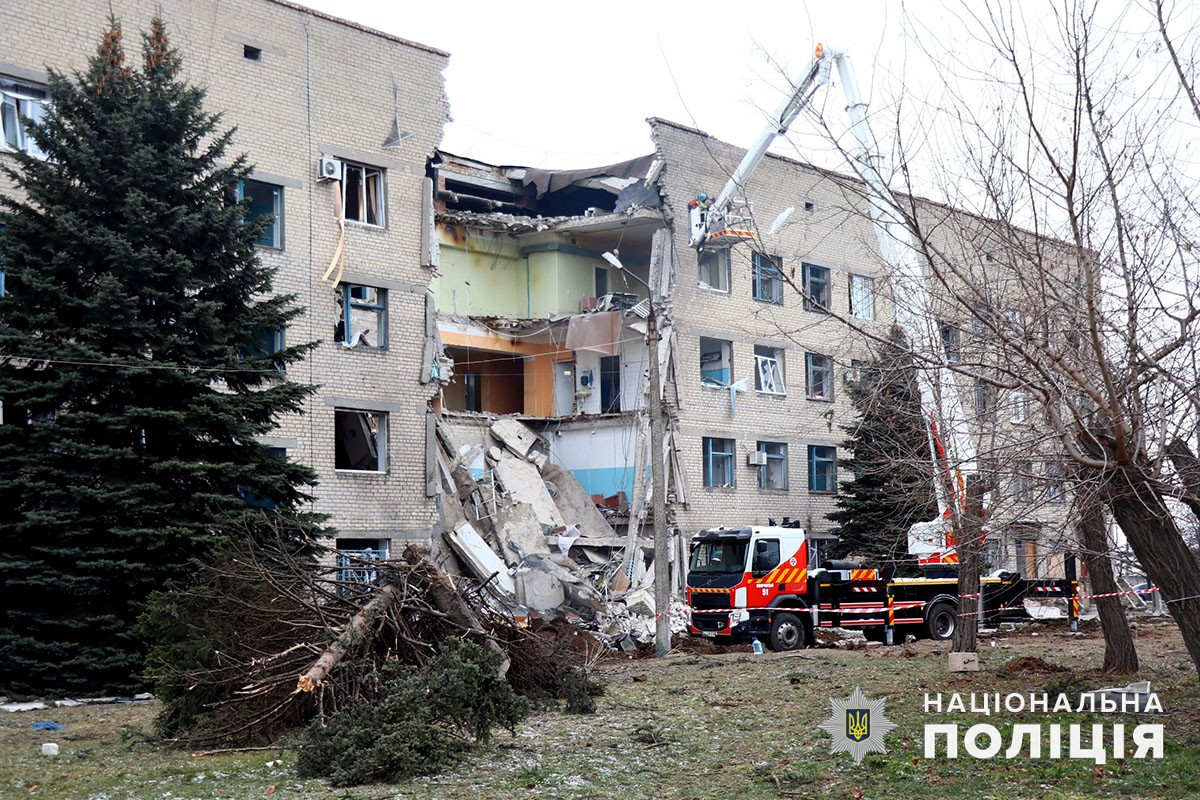
Hospital central de Selydove após um bombardeio russo.

Em 20 de novembro, dois motoristas foram mortos em um bombardeio russo contra uma instalação de transporte em Kherson. An elderly woman was killed in a separate attack in Nikopol. Uma pessoa morreu e 39 trabalhadores ficaram brevemente presos após um ataque com mísseis russos contra uma mina no Oblast de Donetsk, enquanto outros três ucranianos foram mortos em um ataque com mísseis contra um hospital em Selydove.
Nesse mesmo dia, os corpos de 94 soldados ucranianos mortos em combate foram devolvidos à Ucrânia numa troca de cadáveres com a Rússia, sendo que o número do pessoal russo repatriado não foi revelado.
O governo dos Estados Unidos anunciou um pacote de ajuda militar de US$ 100 milhões de dólares à Ucrânia, que incluiria munição de artilharia (de 105 mm e 155mm) e novos lançadores HIMARS alterados para serem capazes de lançar mísseis GLSDBs, Stinger e TOW. Também impôs sanções a dois oficiais russos, o coronel Azatbek Omurbekov e cabo da guarda Daniil Frolkin por suas participações no massacre de Bucha.
Em 21 de novembro, um ucraniano foi morto em um ataque aéreo russo no Oblast de Kherson. Já na Russia, dois drones teriam sido abatidos sobre os Oblasts de Kursk e Oryol.
O SBU (a inteligência ucraniana) prendeu um padre da Igreja Ortodoxa Ucraniana-Diocese de Vinnytsia do Patriarcado de Moscou por espalhar propaganda pró-Rússia em seus sermões e nas redes sociais.
Durante uma visita a Kiev, o Ministro da Defesa alemão Boris Pistorius anunciou um novo pacote de ajuda militar avaliado em "1,3 bilhões de euros (US$ 1,42 bilhões)" que incluiria quatro unidades de mísseis IRIS-T, minas antitanque e 20 000 projéteis de artilharia de 155 mm. Ele também prometeu a entrega de 140 mil projéteis de 155 mm à Ucrânia em 2024.
Em 22 de novembro, a Rússia afirmou ter destruído quatro drones navais ucranianos que se dirigiam para a Crimeia. Foi também alegado que Boris Maksudov, jornalista do Rossiya 24, foi morto por um ataque de drone ucraniano no fronte de Zaporíjia.
O governo da Lituânia entregou três milhões de munições para armas pequenas de 7,62x51mm, sistemas de detonação remota e equipamento de inverno para a Ucrânia. Autoridades ucranianas não identificadas alegaram que a entrega de munições de 155 mm vinda dos Estados Unidos caiu mais de 30% desde o início da Guerra entre o Hamas e Israel em 7 de outubro, algo que o Pentágono negou.
Um tribunal militar em São Petersburgo condenou um jovem de 17 anos a seis anos de prisão por tentar atear fogo a escritórios de recrutamento militar em protesto contra a guerra na Ucrânia.
A Polônia apresentou acusações de espionagem contra dezesseis cidadãos estrangeiros acusados de serem membros de uma rede de espionagem russa desmantelada no início do ano que procurava sabotar comboios com destino à Ucrânia e espalhar propaganda anti-ucraniana.
Em 23 de novembro, três pessoas morreram e outras cinco ficaram feridas após um ataque russo com munições cluster em Chornobaivka, no oeste do Oblast de Kherson. Um outro civil ucraniano foi morto numa região perto, no vilarejo de Beryslav.
Na Rússia, um estudante da Universidade Estatal de Belgorod foi colocado em prisão preventiva sob acusação de terrorismo depois de ter sido apanhado a tirar uma fotografia num escritório de recrutamento militar em Moscou. As autoridades disseram que ele planejava incendiar o local depois de entrar em contato com grupos ucranianos, enquanto seu advogado afirmou que tirou uma foto do horário de funcionamento da instalação em preparação para seu projeto de registro.
O Agência Nacional de Prevenção da Corrupção (ANPC) colocou a empresa alemã Knauf na sua lista de "Patrocinadores Internacionais da Guerra" por continuar a operar na Rússia. a Ucrânia também impôs sanções a 387 indivíduos e entidades ligadas à Rússia, incluindo empresas de energia, ex-chefe da administração presidencial russa Anatoly Chubais, ex-secretário adjunto do Conselho Nacional de Segurança e Defesa, Volodymyr Sivkovich e Leonid Kharchenko, que foi condenado por um tribunal holandês pelo seu papel na derrubada do avião MH17 em 2015.
O presidente Putin supostamente perdoou dois canibais que lutaram na Ucrânia durante seis meses com o batalhão penal Storm-Z.
Em 24 de novembro, um ucraniano foi morto por bombardeio russo no Oblast de Kherson. Já a Rússia afirmou ter abatido 16 drones sobre a Crimeia e o Oblast de Volgogrado.
Um residente de Sloviansk, no Oblast de Donetsk, foi condenado a 12 anos de prisão por espionar os militares ucranianos para a Rússia. Já um residente de Vinnytsia foi condenado a 15 anos de prisão por acusações semelhantes e por ajudar em ataques aéreos russos.
O Presidente Zelensky anunciou a demissão de Yuriy Kondratyuk como primeiro vice-comandante da Guarda Nacional Ucraniana e a sua substituição por Vadym Gladkov. Três outros subcomandantes também foram substituídos.
A ANPC retirou três companhias marítimas gregas da sua lista de patrocinadores internacionais da guerra depois de terem parado de transportar petróleo russo.
As autoridades russas e chinesas teriam iniciado discussões sobre a possibilidade de construir um túnel submarino para ligar a Crimeia à Rússia, citando ataques anteriores a Ponte da Crimeia.
O Chefe do Conselho Nacional de Segurança e Defesa da Ucrânia, Oleksiy Danilov, afirmou para a Rádio Ucrânia que estava a ser elaborado um plano para desmobilizar os recrutas que tinham completado os seus "períodos de serviço" em resposta a um protesto realizado em 12 de novembro por familiares maioritariamente mulheres de recrutas que passaram por mais de 18 meses nas linhas de frente.
Foi descoberto que quase 500 toneladas de ajuda humanitária que chegaram à Ucrânia foram escondidas ilegalmente dos seus destinatários apropriados em três locais no Oblast de Zaporíjia.

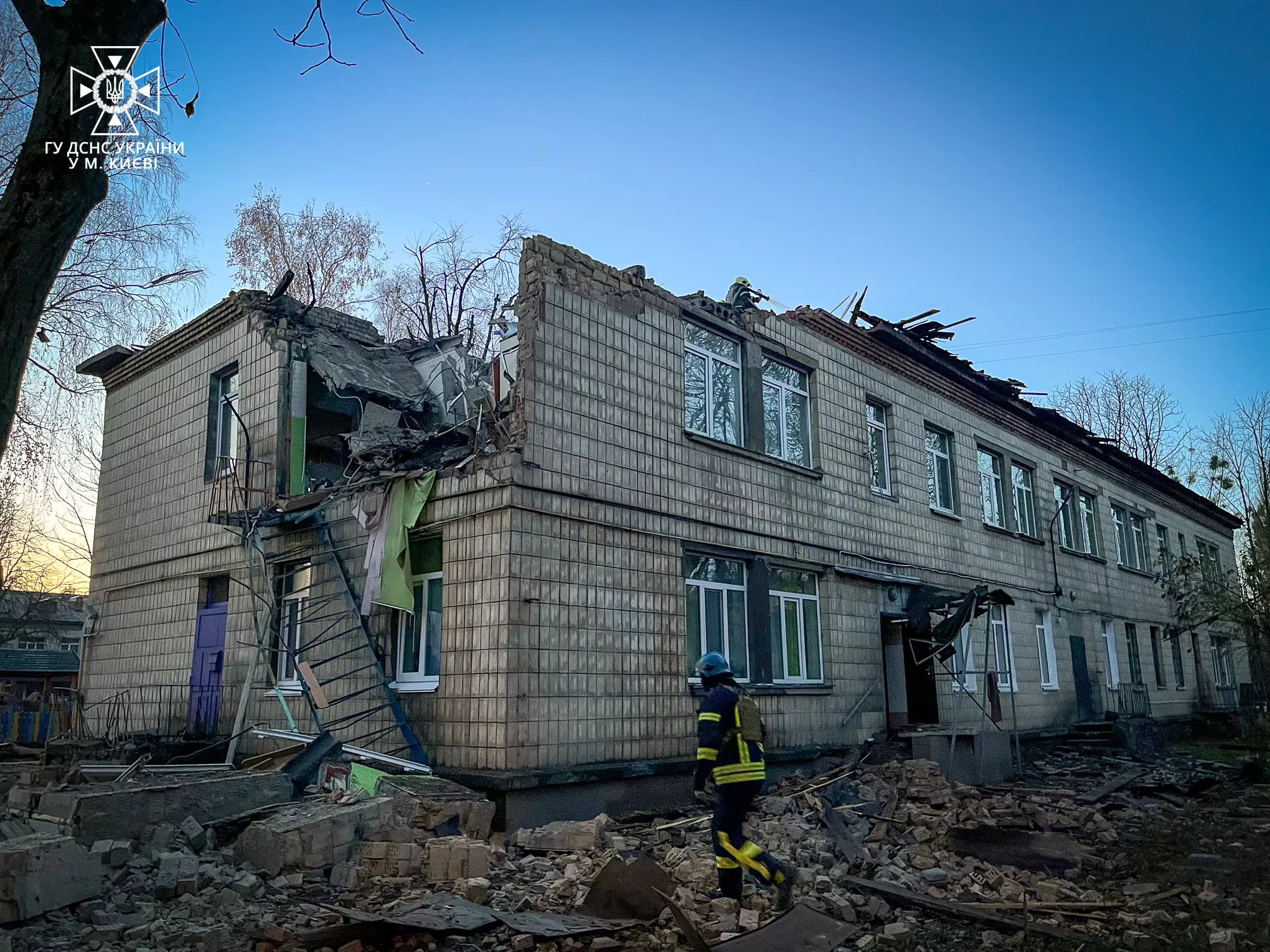
Jardim de infância em Kiev, danificado por restos de um drone russo abatido

Em 25 de novembro, autoridades ucranianas alegaram que a Rússia lançou o que chamaram o de maior ataque de drones desde o início da invasão em Kiev. A Força Aérea Ucraniana afirmou ter abatido 74 dos 75 drones lançados. A operação durou cerca de seis horas. Edifícios danificados foram relatados "em distritos de toda a cidade". Cinco ficaram feridos, incluindo uma menina de 11 anos. Uma creche infantil foi incendiada. Devido ao ataque, cerca de 200 edifícios ficaram sem energia.
A União Europeia prometeu 50 milhões de euros (US$ 55 milhões de dólares) para reparar a infraestrutura portuária ucraniana danificada pelos ataques russos. O Azerbaijão entregou uma máquina de desminagem mecanizada Revival P à Ucrânia.
Em 26 de novembro, as forças russas alegaram ter abatido 24 drones ucranianos sobre os Oblasts de Moscou, Tula, Kaluga, Smolensk e Bryansk. Um civil ficou ferido em Tula quando um drone interceptado atingiu um prédio de apartamentos. Os voos dos principais aeroportos de Moscou foram interrompidos. Um ataque ucraniano cortou a energia e o aquecimento em Donetsk, ocupada pela Rússia, segundo autoridades locais. Uma parte de um sistema de mísseis Pantsir bateu na parede de uma casa de madeira de dois andares em Moscou, iniciando um incêndio que foi rapidamente apagado pelos ocupantes sem vítimas.
Na Rússia, uma fábrica de aviões em Smolensk teria sido atacada por um drone ucraniano.
Neste mesmo dia, um tanque M1A1 SA foi visto em Kupiansk, a primeira vez que um Abrams foi detectado em uso ucraniano.
Em 27 de novembro, um carro que transportava combatentes chechenos pró-Rússia teria sido atacado e explodido por guerrilheiros ucranianos no fim de semana em uma emboscada perto Myrne, nas cercanias de Melitopol.
Vários oficiais militares e um empresário no Oblast de Kiev foram acusados de supostamente vender suprimentos de alimentos de um armazém militar no valor de pelo menos 5 milhões de hryvnias (US$ 138,000 dólares).
Em 28 de novembro, o vice-comandante do 14 Corpo de Exército russo, o major-general Vladimir Zavadsky, foi morto por uma mina terrestre na Ucrânia. Cinco outros policiais teriam sido mortos em um ataque aéreo ucraniano que atingiu uma reunião na cidade ocupada de Yuvileine, no Oblast de Kherson.
A mídia ucraniana informou que Marianna Budanova, esposa do chefe da inteligência militar Kyrylo Budanov, foi hospitalizada por envenenamento por metais pesados.
O SBU prendeu um suposto membro de uma rede de espionagem russa em Odessa que reunia informações para usar em ataques aéreos.
Um cidadão russo que foi capturado pelas forças russas perto de Chernihiv durante a invasão de 2022 foi condenado a doze anos de prisão por um tribunal em Kursk por supostamente lutar pelo grupo ucraniano de extrema-direita Pravyy sektor. Um tribunal no Cazaquistão condenou um cidadão de 34 anos a seis anos e oito meses de prisão por "mercenarismo" depois de ter admitido lutar pelo Grupo Wagner na Ucrânia devido a necessidades financeiras.
Caminhoneiros ucranianos bloquearam a passagem da fronteira com a Polônia em protesto contra o bloqueio em curso por parte dos camionistas poloneses.
Em 29 de novembro, a Frota do Mar Negro russa de uma de suas fragatas lançando uma salva de mísseis de cruzeiro Kalibr. Fontes russas afirmaram que os mísseis atingiram a "infraestrutura militar inimiga (ucraniana)".
O Ministério da Defesa Russo alegou que as forças russas haviam capturado Khromove, uma aldeia localizada na periferia oeste de Bakhmut (no norte do Oblast de Donetsk). A Ucrânia não comentou imediatamente a afirmação.
Em território russo, um armazém que continha vários drones Shahed em Bryansk foi atacado por drones ucranianos.
A mídia ucraniana informou que especialistas cibernéticos da SBU, juntamente com o grupo de hackers ucraniano Blackjack, violaram o site do Ministério do Trabalho russo e obtiveram acesso a 100TB de dados de seus servidores, que incluíam informações confidenciais sobre a invasão da Ucrânia. Também foi informado que a inteligência militar ucraniana orquestrou a invasão de canais de televisão na Crimeia para transmitir um discurso noturno do presidente Zelensky.
Um relatório de inteligência do Ministério da Defesa indicou que aeronaves russas começaram a utilizar bombas RBK-500 (de munição cluster) em pacotes de bombas planadoras.

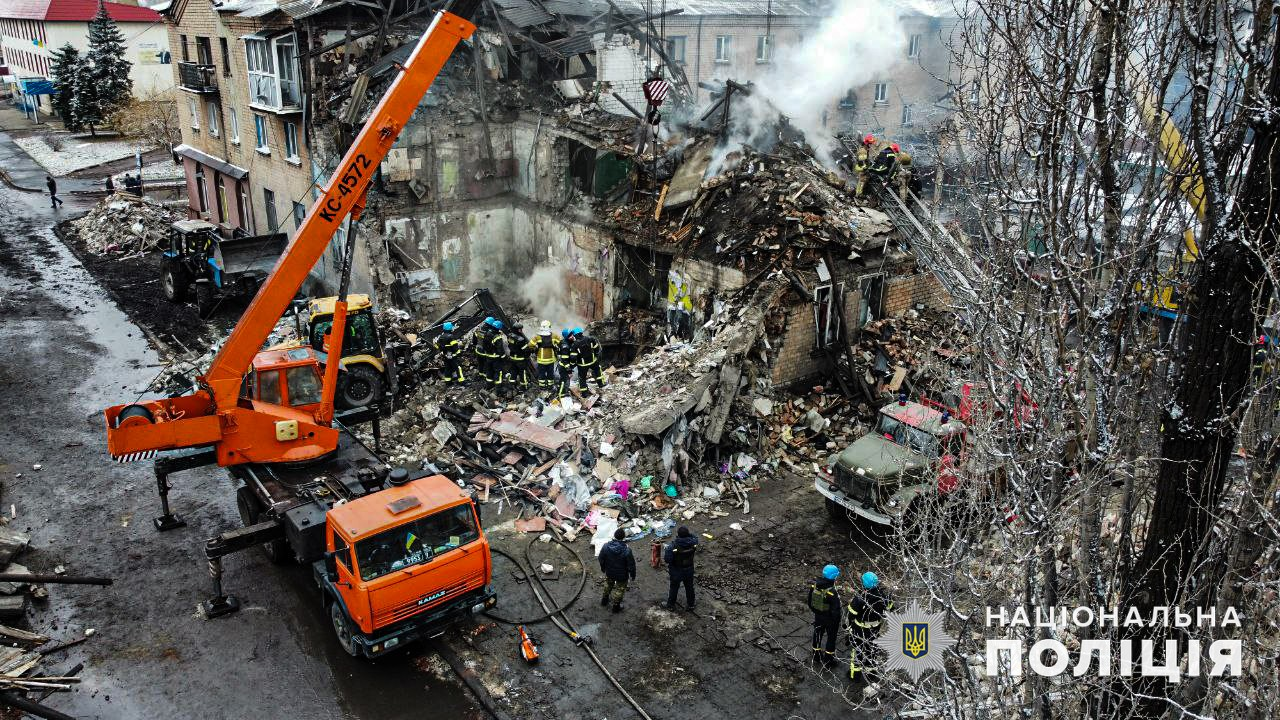
Edifício residencial destruído em Novohrodivka.

Em 30 de novembro, cinco ucranianos, incluindo uma criança de oito anos, foram mortos num ataque aéreo russo a um edifício residencial em Novohrodivka, no Oblast de Donetsk.
A mídia ucraniana informou que o SBU estava por trás de uma série de explosões noturnas no Túnel Severomuysky ao longo da linha ferroviária Baikal-Amur na República da Buriácia, no leste da Rússia, que tinha como alvo um trem de carga. A inteligência militar ucraniana admitiu a responsabilidade por uma série de ataques de sabotagem à infraestrutura ferroviária no Oblast de Moscou.
O Ombudsman ucraniano Dmytro Lubinets disse que a Rússia havia pausado todas as trocas de prisioneiros com os ucranianos.

### Dezembro

#### 1–16 de Dezembro
Em 1 de dezembro, a Ucrânia afirmou que as forças russas lançaram 25 drones "Shahed-136/131" e um míssil X-59. As forças ucranianas alegaram ter abatido 18 drones e o míssil. Já a mídia ucraniana informou que a SBU estava por trás de outro ataque a bomba contra um trem de combustível que passava sobre uma ponte ferroviária na linha principal Baikal-Amur, no extremo leste da Rússia. A inteligência militar ucraniana afirmou que um posto de reabastecimento militar russo em Melitopol foi explodido por guerrilheiros, matando vários soldados e danificando equipamento militar.
A Ucrânia disse ter testado com sucesso sistemas de guerra eletromagnética fabricados no país para proteger os soldados de armas guiadas por radar e drones.
O FSB (o serviço de segurança russo) alegou ter prendido um cidadão com dupla nacionalidade ítalo-russa em relação ao descarrilamento de um trem de carga perto de Rybnoye, no Oblast de Ryazan em 11 de novembro. O FSB alegou que ele foi recrutado em fevereiro de 2023 e recebeu formação na Letônia.
Dois separatistas ucranianos pró-Rússia da região de Donbas que haviam msido capturados pela Ucrânia foram sentenciados a doze anos de prisão por traição.
O Presidente Putin assinou um decreto aumentando o número de militares russos em 170 000 novos recrutas, com o Ministério da Defesa citando a expansão da OTAN e a guerra na Ucrânia como um dos motivos do decreto.
Em uma entrevista para a Associated Press em Kharkiv, o Presidente Zelensky reconheceu que a contra-ofensiva ucraniana "não alcançou os resultados desejados" e disse que a guerra entrou numa nova fase com o inverno.
A Alemanha entregou um pacote de ajuda militar à Ucrânia que incluía quatro tratores HX81, oito caminhões off-road Zetros, quatro outros veículos, quinze rifles de precisão HLR 338, cerca de 60 000 cartuchos de munição, cinco sistemas de detecção de drones, telêmetros a laser e mais de 4 000 cartuchos de artilharia de 155 mm.
Nesse mesmo dia, os Estados Unidos impuseram sanções a três empresas transnacionais por violarem um limite máximo de preços imposto pelo Departamento do Tesouro americano ao petróleo russo em resposta à invasão da Ucrânia.
A Federação Internacional das Sociedades da Cruz Vermelha e do Crescente Vermelho suspendeu a adesão à Cruz Vermelha da Bielorrússia depois de esta se ter recusado a destituir o seu chefe, Dzmitry Shautsou, que admitiu envolvimento na deportação de crianças ucranianas dos territórios ocupados pela Rússia.
Em 2 de dezembro, a Ucrânia divulgou um vídeo que supostamente mostra dois soldados ucranianos desarmados sendo executados por soldados russos após se renderem perto da vila da linha de frente de Stepove, no Oblast de Donetsk. Os militares ucranianos disseram mais tarde que os perpetradores foram mortos em 4 de dezembro.
O SBU disse que impediu o ex-presidente ucraniano Petro Poroshenko de ir à Hungria para se encontrar com o primeiro-ministro Viktor Orban, dizendo que a Rússia planejava usar a reunião "em operações psicológicas contra a Ucrânia".
Em 3 de dezembro, três pessoas foram mortas em ataques russos separados nos Oblasts de Donetsk e Kherson.
Em 4 de dezembros, o SBU afirmou ter lançado dois ataques de drones que destruíram depósitos russos de munições e equipamentos perto Svatove, na região ocupado do Oblast de Luhansk. Seus agentes também prenderam um residente de Kiev por suspeita de ajudar em ataques aéreos russos na capital e um empresário por tentar vender componentes de aeronaves roubados à Rússia.

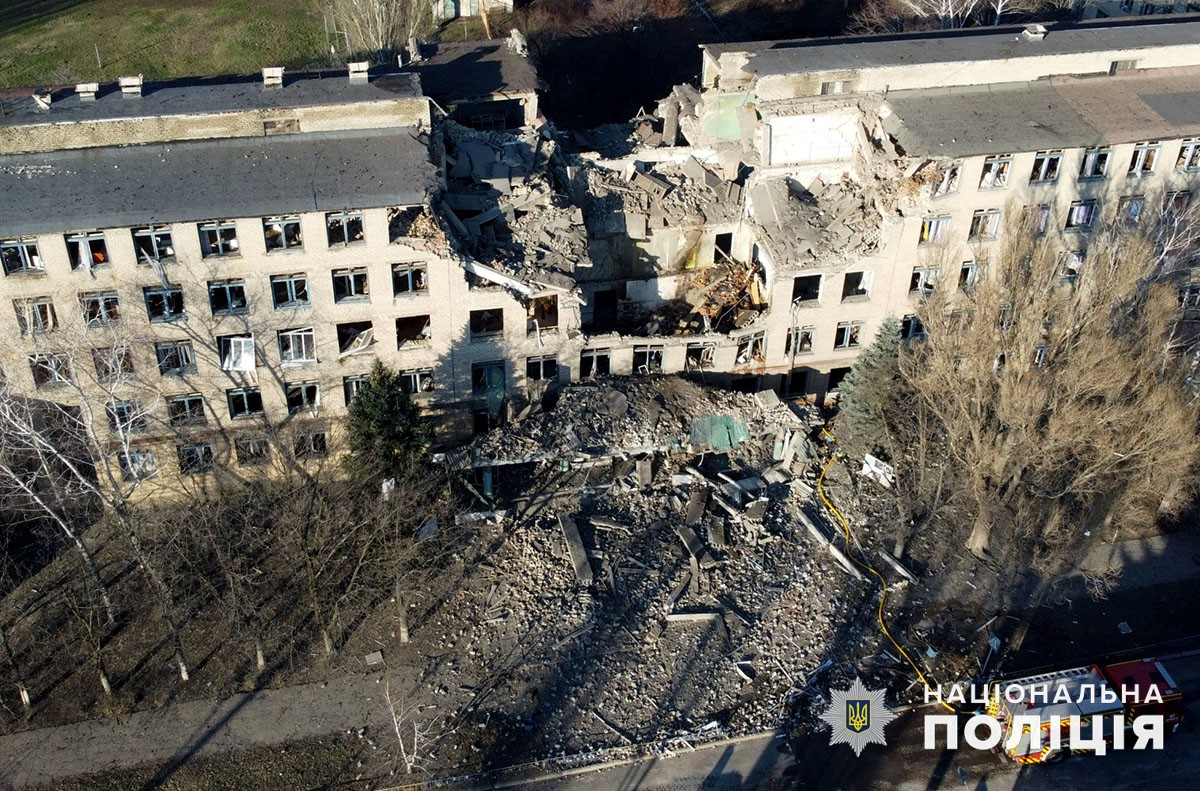
O prédio da Faculdade Politécnica de Selydove (Oblast de Donetsk) após um bombardeio russo em 5 de dezembro.

O governo do Nepal confirmou que seis dos seus cidadãos foram mortos enquanto lutavam pela Rússia na Ucrânia e que um sétimo foi capturado.
O governo do Presidente Biden alertou que o financiamento para a ajuda militar à Ucrânia acabaria até ao final de 2023 e solicitou mais dinheiro ao Congresso. O presidente búlgaro Rumen Radev vetou um acordo de doação para enviar 100 veículos VBTP excedentes à Ucrânia, enviando o acordo de volta à Assembleia Nacional para reconsideração. A assembleia votou posteriormente por anular o veto de Radev em 8 de dezembro.
Em 5 de dezembro, o Ministério da Defesa do Reino Unido avaliou que as forças russas controlavam a maior parte de Marinka, com as forças ucranianas mantendo o controle sobre "bolsões de território na extremidade oeste da cidade".
A Força Aérea Ucraniana afirmou ter abatido um bombardeio Su-24M russo que se preparava para lançar ataques aéreos perto da Ilha das Serpentes com um míssil antiaéreo de um caça Su-30SM.
A Rússia afirmou ter abatido trinta e cinco drones ucranianos sobre a Crimeia. A mídia ucraniana informou que o Terminal Marítimo de Petróleo, em Feodosiya, um sistema de radar avançado Nebo-M próximo de Baherove (na área de Lenine), bem como um estacionamento para helicópteros militares, um complexo de radar P-18 Terek e um sistema de controle de mísseis antiaéreos Baikal-1M foram alvo de bombardeios, causando danos significativos.
Os Estados Unidos impuseram sanções ao chefe da Cruz Vermelha da Bielorrússia, Dzmitry Shautsou, pelo seu papel na deportação de crianças ucranianas dos territórios ocupados pela Rússia e sobre o empresário belga Hans de Geetere, que alegadamente liderava uma rede internacional de aquisição de produtos eletrônicos sofisticados com potenciais aplicações militares para utilizadores finais baseados na Rússia.
Em 6 de dezembro, a mídia ucraniana informou que o ex-deputado Illia Kyva, que fugiu para a Rússia após a invasão de 2022 e posteriormente apelou a Putin para lançar um "ataque preventivo" na Ucrânia, foi baleado e morto em uma operação especial do SBU em Moscou. Também informou que Oleg Popov, deputado da assembleia regional da República Popular de Lugansk, foi morto em um carro-bomba orquestrado pela SBU na cidade de Luhansk.
Um tribunal ucraniano condenou um soldado russo à revelia a quinze anos de prisão por disparar contra civis perto de Izium em junho de 2023, enquanto um residente do Oblast de Luhansk que foi capturado perto de Bilohorivka em maio de 2023 foi condenado a doze anos de prisão por se juntar a um grupo armado pró-Rússia.
O G-7 anunciou que iria proibir as importações de diamantes russos a partir de 2024 como parte das sanções impostas contra a Rússia pela invasão da Ucrânia.
O Senador dos Estados Unidos bloqueou um projeto de lei de financiamento que incluía ajuda à Ucrânia, Israel e Taiwan, com senador Republicano votando contra.
Documentos vistos pela Reuters revelaram que a Ucrânia estava solicitando mais armas aos Estados Unidos, como três tipos de drones, F/A-18 Hornets, C-17 Globemasters, C-130J Super Herculess e helicópteros AH-64 Apache e Black Hawk, e sistemas de defesa antiaéreo THAAD.

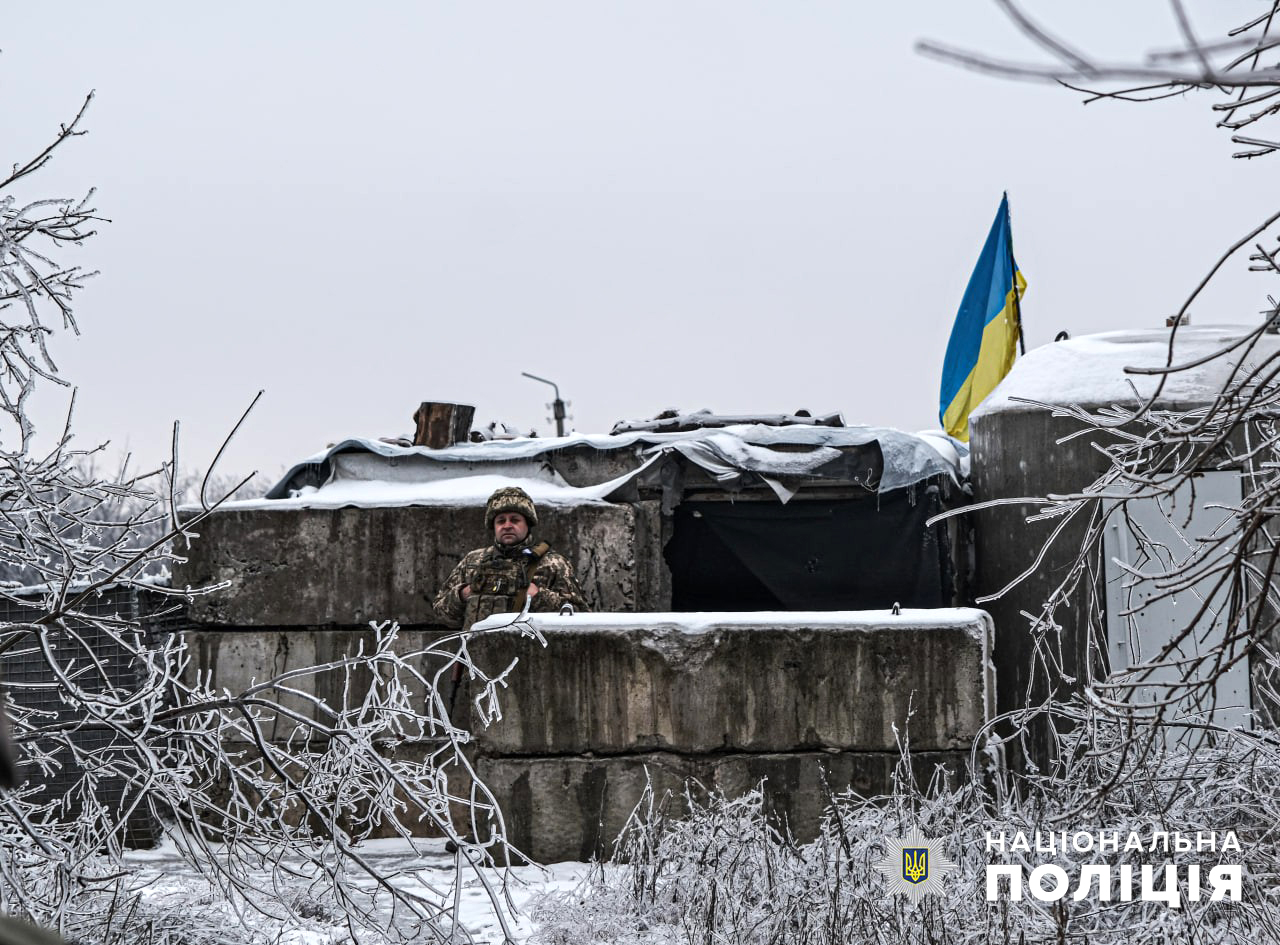
Uma posição militar ucraniana em Chasiv Yar, em dezembro de 2023.

Em 7 de dezembro, uma pessoa foi morta em um ataque noturno de drones russos no porto de Izmail.
As autoridades instaladas na Rússia anunciaram que iriam iniciar uma evacuação "voluntária" de Nova Kakhovka em 13 de dezembro, citando a proximidade da cidade com os combates na margem leste do rio Dnipro.
As autoridades russas alegaram ter prendido um cidadão bielorrusso acusado de bombardear dois trens na linha ferroviária Baikal-Amur em nome da inteligência ucraniana, entre 29 e 30 de novembro. Dois outros indivíduos, incluindo um ex-soldado, também foram presos sob suspeita de organizar ataques incendiários, espionar em nome da Ucrânia e enviar dinheiro aos militares ucranianos.
Um tribunal no Oblast de Chernihiv condenou um soldado russo a 12 anos de prisão por raptar e tomar como refém um jovem de 15 anos durante quatro dias em 2022, num esforço para coagir a sua mãe, uma soldado, a fornecer informações sobre as posições ucranianas.
Em 8 de dezembro, uma pessoa foi morta em um ataque com mísseis russos no Raion de Pavlohrad, no Oblast de Dnipropetrovsk.
O SBU anunciou que um ex-diretor de uma empresa estatal de defesa e três outros foram acusados de tentar desviar 3,9 milhões hryvnias (US$ 106 500 dólares) em fundos usados para adquirir peças de aeronaves Su-27.
A Alemanha entregou um pacote de ajuda militar à Ucrânia que incluía onze drones de reconhecimento, seis veículos de proteção de fronteiras, oito camiões Zetros todo-o-terreno, 100 000 kits de primeiros socorros e outros materiais médicos, 33 lançadores de granadas automáticos GMG e projéteis de artilharia adicionais de 155 mm.
Em 9 de dezembro, dois ucranianos foram mortos num ataque com mísseis russos em Kupiansk. Uma pessoa também foi morta em um ataque de drone russo a Beryslav.
Em 11 de dezembro, a Força Aérea Ucraniana afirmou ter derrubado oito mísseis balísticos e 18 drones durante a noite. Uma pessoa sofreu ferimentos por estilhaços e outras três sofreram reações agudas ao estresse em Kiev. Um prédio de apartamentos inacabado também foi danificado. Já em Kherson, uma pessoa foi morta por bombardeio russo.
O governo do Reino Unido anunciou a transferência para a Ucrânia de duas embarcações caça-minas da classe Sandown da Marinha Real Britânica.
O Fundo Monetário Internacional autorizou um desembolso de 900 milhões de dólares à Ucrânia a partir do seu programa de empréstimos.
Em 12 de dezembro, uma pessoa foi morta em um ataque de drone russo em Odessa.
As defesas aéreas russas supostamente derrubaram um míssil ucraniano Tochka-U sobre o Oblast de Belgorod.
Um ataque cibernético "massivo" causou perturbações na maior operadora de telefonia móvel da Ucrânia Kyivstar e Monobank, um dos maiores bancos do país. As autoridades relataram que o ataque também desativou os sistemas de alerta de ataques aéreos no Oblast de Kiev, Sumy e Dnipro. O grupo de hackers russos chamado Solntsepek, que a Ucrânia acredita ser administrado pela inteligência militar russa, posteriormente assumiu a responsabilidade pelo ataque.
A inteligência militar ucraniana disse que suas unidades cibernéticas, juntamente com o Ministério da Defesa, invadiram o servidor central do Serviço Fiscal Federal da Rússia, bem como 2 300 de seus servidores regionais, extraindo informações confidenciais e destruindo todo o banco de dados fiscais. com malware.
Durante a reunião do Presidente Zelensky com o Presidente Biden na Casa Branca, o líder americano anunciou um novo pacote de ajuda à Ucrânia avaliado em US$ 200 milhões de dólares.
A Finlândia anunciou que iria duplicar a sua produção de munições de artilharia, tanto para defesa interna como para garantir o fornecimento à Ucrânia.
Em 13 de dezembro, autoridades ucranianas disseram que Kiev foi alvo de um ataque aéreo russo durante a noite. Cerca de 53 pessoas ficaram feridas, enquanto um hospital e vários edifícios foram danificados. A Ucrânia afirmou ter derrubado todos os vintes mísseis e drones lançados.
O Ministério do Interior russo colocou o chefe da inteligência militar ucraniana, Kyrylo Budanov, na sua lista de procurados.
Em 14 de dezembro, um ucraniano foi morto em um ataque de míssil russo no Oblast de Kherson. Já na Rússia, nove drones ucranianos teriam sido abatidos sobre os Oblasts de Kaluga e Moscou.
O Ministério da Defesa do Reino Unido avaliou que a 104ª Divisão Aerotransportada de Guardas Russa provavelmente sofreu "perdas excepcionalmente pesadas" durante seu primeiro destacamento de combate contra as forças ucranianas perto de Krynky.
As autoridades romenas afirmaram que os restos mortais de um drone russo foram encontrados no seu território perto de Grindu, a cerca de 20 quilômetros do porto de Reni, na Ucrânia. Acredita-se que o drone tenha sido lançado na noite anterior em direção a alvos no Oblast de Odessa.
Numa conferência de imprensa, Putin indicou que a Rússia só negociaria com a Ucrânia "quando atingirmos os nossos objetivos". Ele afirmou que outra mobilização era desnecessária, pois "617 000" soldados russos lutavam em território ucraniano.
Surgiram imagens de drones que pareciam mostrar soldados russos no Oblast de Zaporíjia usando prisioneiros de guerra ucranianos como escudos humanos à medida que avançavam, em violação das Convenções de Genebra que regulam o tratamento de prisioneiros de guerra. Um teria sido mostrado morto no vídeo.
O governo alemão entregou um pacote de ajuda militar à Ucrânia que incluía um sistema de mísseis Patriot, 7 390 cartuchos de munição de 155 mm, 14 sistemas de detecção de drones, oito caminhões Zetros off-road e três sistemas de remoção de minas. Já a Estônia prometeu um pacote de ajuda militar no valor de 80 milhões de euros (US$ 88 milhões de dólares) à Ucrânia, que incluía mísseis antitanque Javelin, munições, metralhadoras, vários veículos e embarcações e equipamento de mergulho.
O Ministério da Defesa australiano anunciou uma expansão de 186 milhões de dólares australianos (ou US$ 125,6 milhões de dólares americanos) de seu programa de treinamento da Operação Kudu para soldados ucranianos no Reino Unido.
Em 15 de dezembro, a União Europeia (UE), exceto a Hungria, realizou uma votação de "decisão de consenso" que decidiu iniciar negociações de adesão com a Ucrânia. No entanto, um pacote de financiamento de quatro anos, avaliado em 50 bilhões de euros, foi bloqueado pela Hungria, com o primeiro-ministro Viktor Orbán justificando sua posição afirmando que Ucrânia não fazia parte da União Europeia. Contudo, Orbán e seu governo são simpáticos a Moscou, com laços econômicos fortes com os russos. O governo húngaro também não gostava que a UE retinha recursos para o país.
Neste mesmo dia, a Rússia afirmou ter abatido dez drones ucranianos sobre o Oblast de Kursk e a Crimeia.
O Reino Unido impôs sanções contra a Novikombank, uma subsidiária do conglomerado estatal russo Rostec, por estar "envolvida na obtenção de benefícios ou no apoio" ao governo russo. Já o governo ucraniano anunciou que o Patriarca Cirilo, chefe da Igreja Ortodoxa Russa, foi colocado na lista de procurados da Ucrânia por "incitar o conflito".
A Lituânia entregou um pacote de ajuda militar à Ucrânia que incluía milhões de cartuchos, milhares de projéteis antitanque de curto alcance e cerca de mil camas dobráveis. Também devolveu vários tanques Leopard 2 que tiveram seus danos reparados no país.
Em 16 de dezembro, a Ucrânia afirmou ter abatido 30 dos 31 drones russos lançados durante a noite em onze regiões, com Kiev registrando o seu sexto ataque aéreo no mês.
Autoridades instaladas pela Rússia no Oblast de Kherson alegaram que duas pessoas foram mortas em um ataque com mísseis ucranianos HIMARS durante um evento de distribuição de ajuda em Nova Mayachka.

#### 17–31 de Dezembro

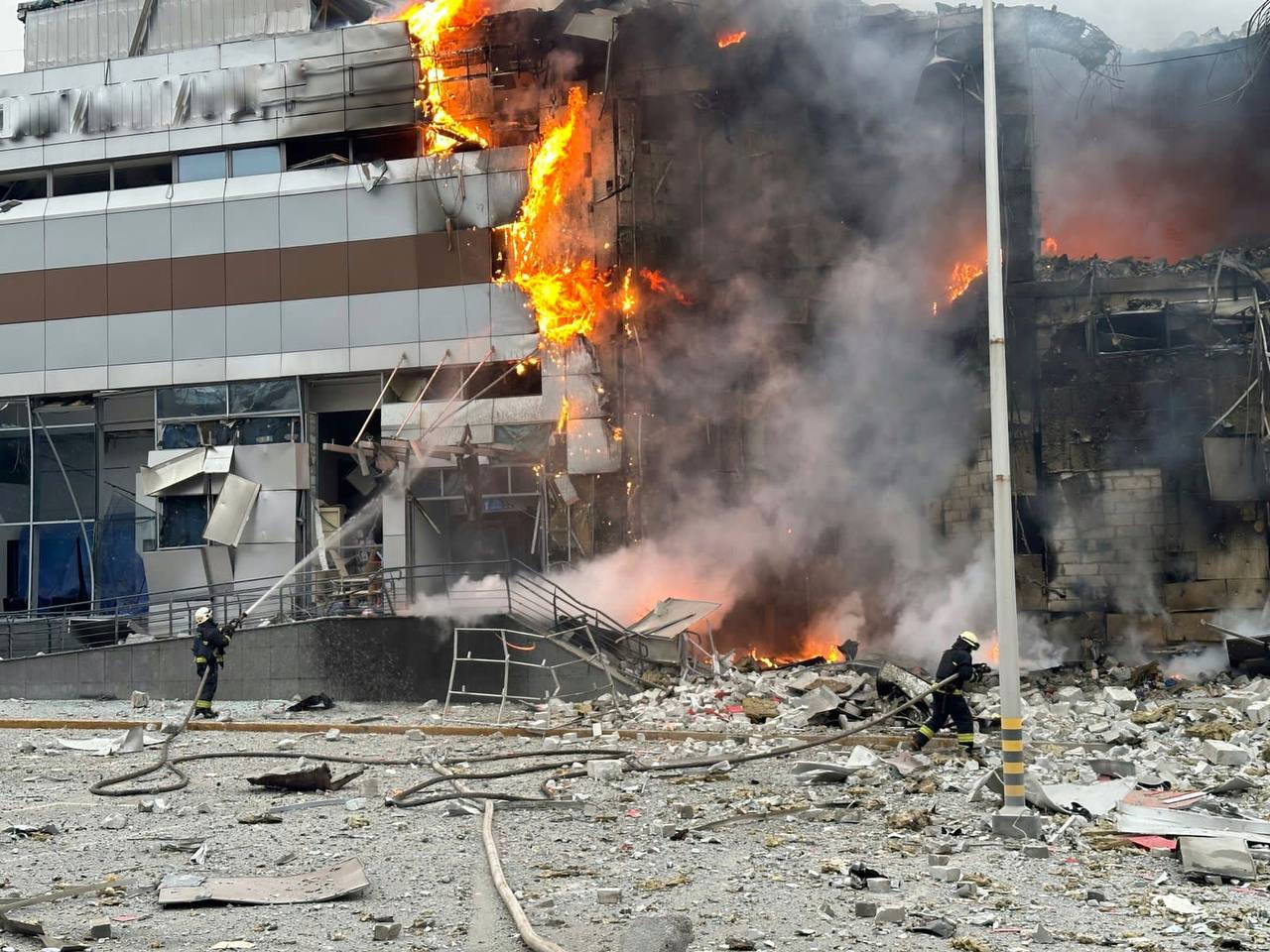
Um shopping destruído na cidade de Dnipro após um ataque de mísseis russos.

Em 17 de dezembro, uma incursão transfronteiriça foi lançada na Rússia por rebeldes russos que se acredita serem aliados da Ucrânia, em Terebreno, no Oblast de Belgorod.
Autoridades russas alegaram ter abatido cerca de 33 drones ucranianos sobre os Oblasts de Lipetsk, Rostov e Volgogrado.
Em 18 de dezembro, outro ucraniano foi morto por um bombardeio russo em Kherson.
A União Europeia impôs uma nova ronda de sanções contra a Rússia, que entrará em vigor em 1 de Janeiro de 2024, que incluiu a proibição da importação de diamantes, excepto para fins industriais, sanções por contornar o limite máximo do preço do petróleo russo e sanções contra 29 empresas ligadas aos militares russos.
O general de brigada ucraniano Oleksandr Tarnavskyi afirmou que devido à escassez de munição de artilharia da era soviética e à falta de apoio ocidental, as forças ucranianas reduziram as operações ofensivas. Ele também disse que as forças russas tinham deficiências semelhantes em munições de artilharia.
A empresa britânica BAE Systems assinou um acordo para reparar e manter sistemas de artilharia doados pelo Reino Unido utilizando funcionários ucranianos baseados na Ucrânia.
Em 19 de dezembro, na Rússia, quatro drones ucranianos teriam sido derrubados sobre os Oblasts de Kaluga e Bryansk, enquanto um quinto foi interceptado perto de Moscou, provocando o encerramento das atividades dos aeroportos da cidade.
Um tribunal ucraniano condenou um homem a 15 anos de prisão por tentar recrutar agentes do SBU para uma rede de espionagem russa.
A Alemanha anunciou vários acordos no valor de cerca de US$ 400 milhões de dólares para fornecer projéteis de artilharia à Ucrânia. A encomenda foi feita junto a Rheinmetall e uma empresa francesa não identificada.
Em 20 de dezembro, os militares ucranianos reconheceram que as forças russas avançaram entre 1,5-2 quilômetros em partes do setor de Avdiivka nos últimos dois meses e afirmou que a Rússia sofreu 20 000 baixas (entre mortos, feridos ou desaparecidos) e perdeu 600 tanques e veículos blindados.
A mídia ucraniana informou que o grupo de hackers ucraniano Blackjack realizou um ataque cibernético contra a empresa russa de abastecimento de água Rosvodokanal com o apoio do SBU, obtendo acesso a 1,5 TB de dados e excluindo outros 6 TB.
O governo suíço anunciou um pacote de emergência de inverno para a Ucrânia no valor de quase US$ 30 milhões de dólares.

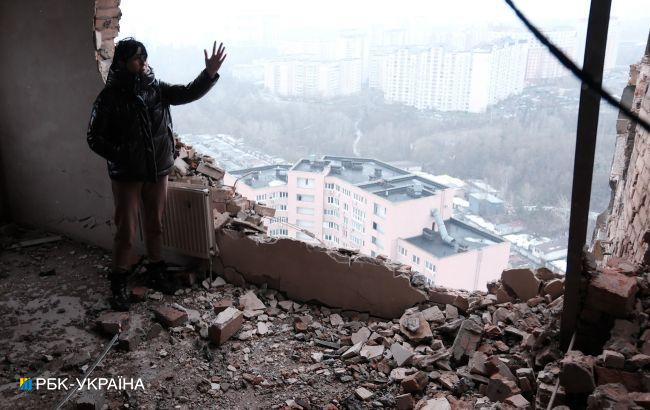
Vista de um edifício residencial de 26 andares em Kiev, danificado por restos de drones.

Em 21 de dezembro, três pessoas morreram e outras seis ficaram feridas em ataques aéreos russos contra duas minas na cidade de Toretsk, no Oblast de Donetsk. Dois outros ucranianos foram mortos por bombardeios russos em Nikopol. Nesse mesmo dia, em um ataque separado, outras duas pessoas ficaram feridas num ataque de drone russo a um edifício residencial em Kiev.
A Finlândia prometeu um pacote de ajuda militar à Ucrânia avaliado em 106 milhões de euros (US$ 116 milhões de dólares).

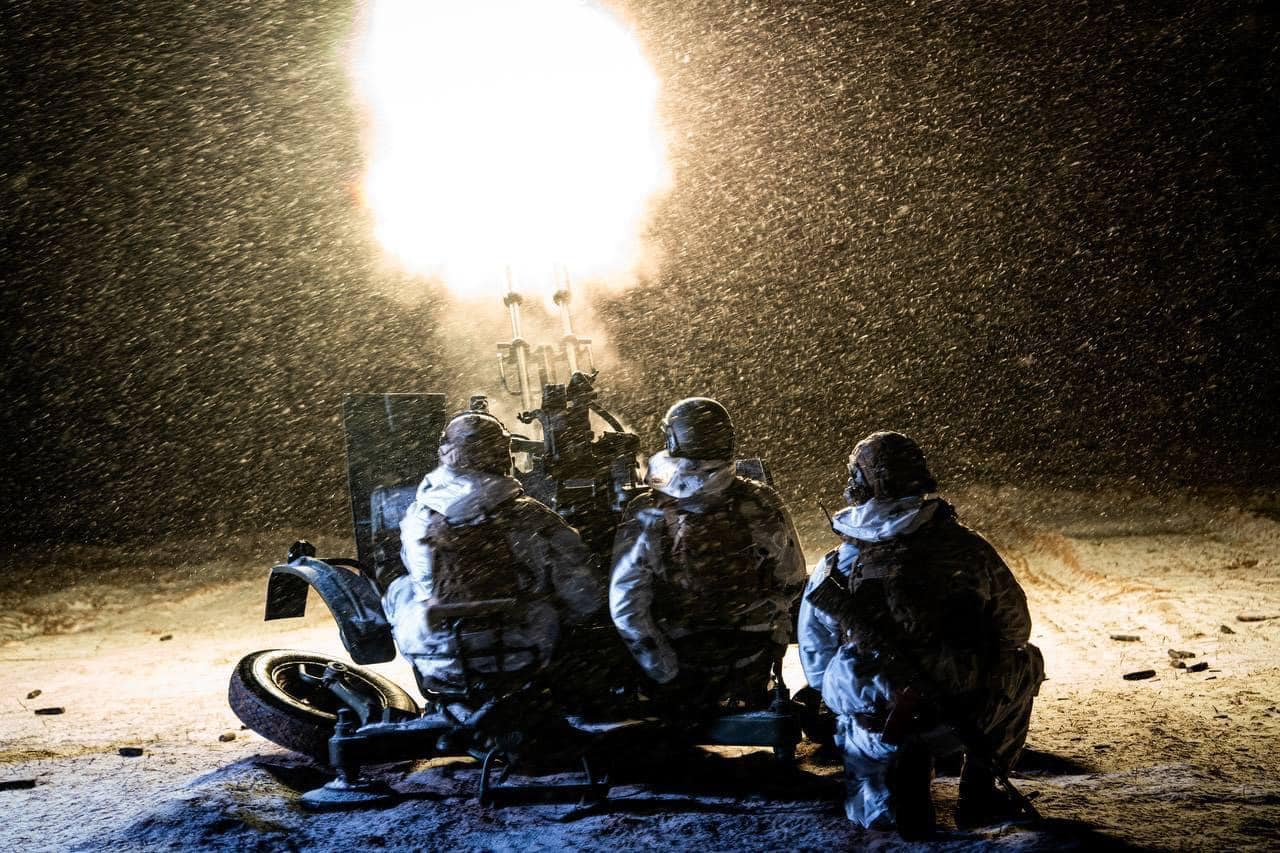
Grupo móvel da Guarda Nacional da Ucrânia caça drones russos.

Em 22 de dezembro, uma pessoa foi morta em um ataque aéreo russo no Oblast de Donetsk.
Três caças-bombardeios russos Su-34 foram abatidos pelas defesas antiaéreas ucranianas no Oblast de Kherson. Já na Rússia, um drone ucraniano foi derrubado perto de Podolsk, no Oblast de Moscou.
O governo holandês anunciou que entregaria dezoito F-16 à Ucrânia, enquanto a Alemanha enviou um carregamento de armas para a Ucrânia que incluía munições para tanques Leopard, três sistemas de defesa Flakpanzer Gepard e dois tanques limpa-minas Wisent.
Em 23 de dezembro, mais um civil ucraniano foi morto em um ataque de drone russo na região de Kherson.
O prefeito de Londres, Sadiq Khan, concordou em enviar carros sucateados para a Ucrânia, especialmente veículos que não atendiam aos novos padrões de eficiência do Reino Unido, após um pedido do prefeito de Kiev Vitali Klitschko para enviar veículos pesados 4x4 e caminhões necessários nas linhas de frente.
O Instituto para o Estudo da Guerra (ISW), citando declarações da 810ª Brigada de Infantaria Naval russa, avaliou que as forças russas começaram a usar armas químicas, particularmente gás CS, contra as forças ucranianas em Krynky.

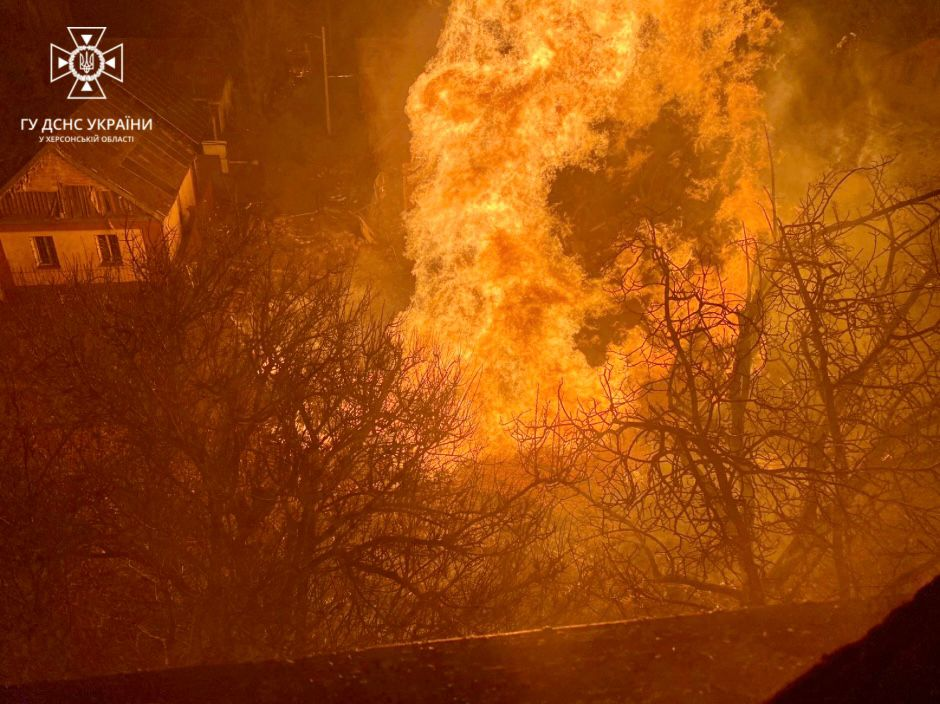
Incêndio devido ao bombardeio de Kherson.

Em 24 de dezembro, a Força Aérea Ucraniana afirmou ter abatido um caça-bombardeiro russo Su-34 perto Mariupol. Um outro Su-30 russo teria sido abatido sobre o Mar Negro. A Força Aérea Ucraniana também afirmou ter abatido 28 dos 31 drones russos lançados contra o seu território. Os drones foram abatidos em cinco oblasts, enquanto dois mísseis, um Kh-59 e um Kh-31P, foram abatidos sobre o Oblast de Zaporíjia e o Mar Negro, respectivamente.
A Ucrânia ordenou a evacuação dos residentes de dezenove aldeias no Oblast de Sumy, num raio de cinco quilômetros da fronteira russa, devido aos repetidos bombardeamentos.
Em 25 de dezembro, a Rússia disse que as suas forças tomaram Marinka, enquanto as autoridades ucranianas afirmaram que os combates ainda continuavam. Mais tarde, o comandante militar ucraniano Valerii Zaluzhnyi confirmou que as forças ucranianas se retiraram para a periferia norte de Marinka.
A Ucrânia celebrou oficialmente o Natal em 25 de dezembro, seguindo o calendário gregoriano, em vez de 7 de janeiro, pela primeira vez em sua história, após a decisão do Presidente Zelensky de abandonar o que chamou de "herança russa".
Em 26 de dezembro, a Força Aérea Ucraniana alegou ter destruído o navio de desembarque russo Novocherkassk em Feodosia, na costa leste da Crimeia, em um ataque de mísseis feito por dois caças two Su-24s. As autoridades russas confirmaram o ataque, durante o qual uma pessoa morreu e duas ficaram feridas. Seis edifícios foram danificados. Autoridades russas também alegaram que dois Su-24 ucranianos foram abatidos, o que a Ucrânia negou. A destruição completa do Novocherkassk foi confirmada visualmente.

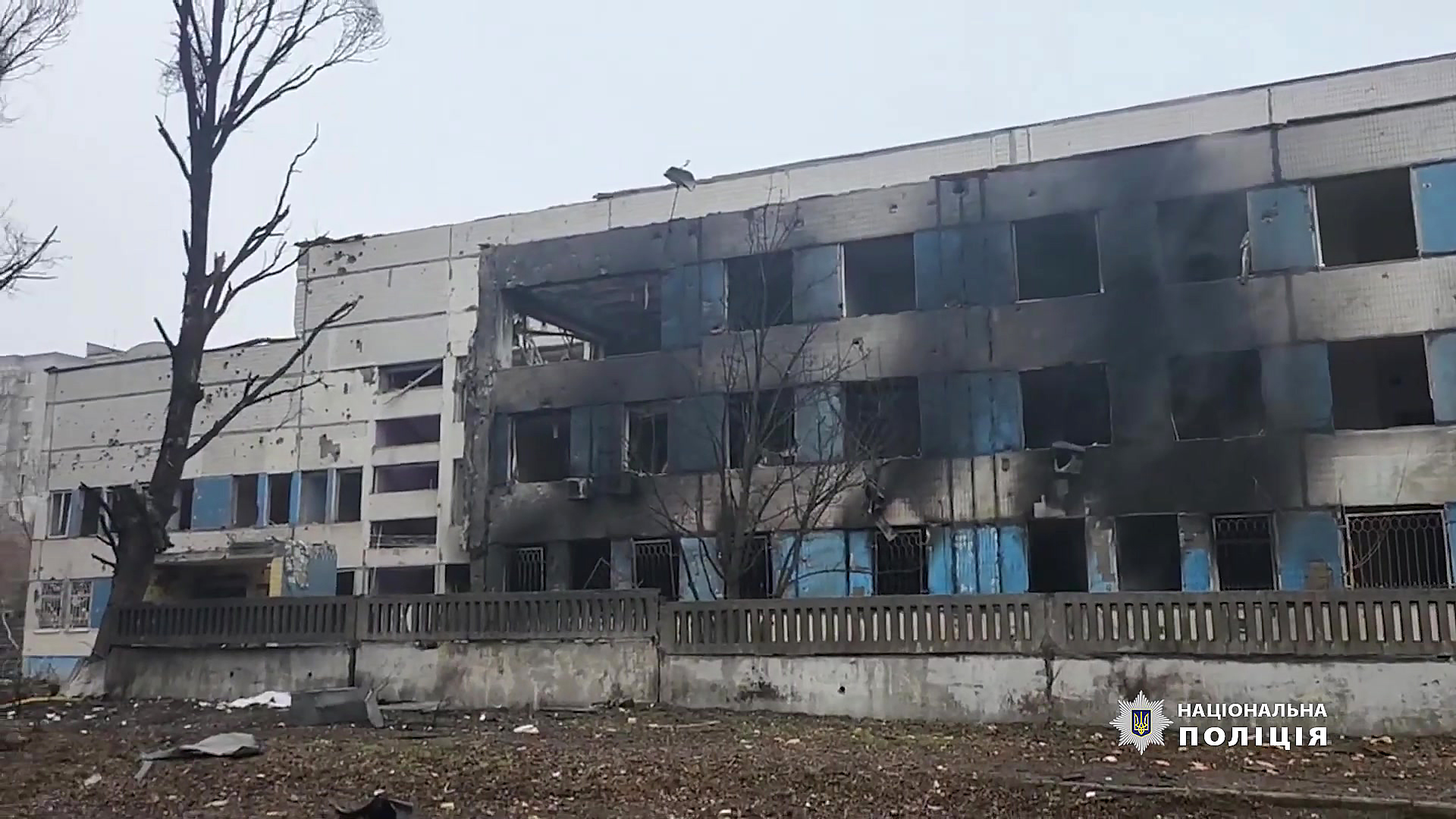
Maternidade destruída em Dnipro por um bombardeio russo.

Um policial ucraniano foi morto enquanto outros quatro, incluindo dois policiais, ficaram feridos depois que a estação ferroviária de Kherson foi bombardeada pela artilharia russa durante uma evacuação de civis.
Em 27 de dezembro, duas pessoas foram mortas em um ataque de drone russo em Odessa. Já na Rússia, um drone ucraniano teria sido abatido sobre o Oblast de Rostov.
A Ucrânia anunciou que havia sentenciado Denis Pushilin, o chefe da República Popular de Donetsk, a 15 anos de prisão, in absentia, por colaborar com a Rússia e minar a integridade territorial da Ucrânia na sequência do seu papel na organização do referendo não reconhecido da região para aderir à Rússia.
O Ministério da Defesa da Ucrânia anunciou um novo tipo de colete à prova de balas projetado especificamente para mulheres soldados que seria fabricado por uma empresa ucraniana, acabando com a necessidade de as mulheres soldados financiarem seus próprios coletes à prova de balas ou usarem coletes à prova de balas masculinos.
Em 28 de dezembro, os Estados Unidos enviaram um pacote de assistência militar à Ucrânia avaliado em até 250 milhões de dólares que inclui munições de defesa aérea, munições de artilharia de 105 mm e 155 mm, quinze milhões de cartuchos de vários tipos de munições e armas antiblindagem.
Em 29 de dezembro, a Rússia lançou ataques aéreos massivos contra várias cidades da Ucrânia, com relatos de muitas explosões. Pelo menos 57 pessoas foram mortas e outras 160 ficaram feridas (a esmagadora maioria civis). Cerca de 122 mísseis e uma "dezena" de drones foram disparados pelos russos, de acordo com a Força Aérea Ucraniana, a maioria dos quais foram interceptados. O comendante da força aérea, Mykola Oleshchuk, chamou o bombardeio de "o ataque aéreo mais massivo" lançado desde o início da invasão. Uma maternidade no Dnipro também foi atingida. O general ucraniano Valerii Zaluzhnyi afirmou ter interceptado 27 drones e 87 mísseis. Este ataque teria sido uma retaliação pelo bombardeio ucraniano na Crimeia que afundou o navio de guerra Novocherkassk, três dias antes. Um míssil russo, segundo comandante do exército polonês Wiesław Kukuła, entrou no espaço aéreo polonês vindo da Ucrânia por aproximadamente três minutos, antes de "voltar" para o espaço aéreo ucraniano.
Nesse mesmo dia, o Presidente Zelensky visitou posições ucranianas nas linhas de frente em Avdiivka. Enquanto isso, o Ministério da Defesa russo afirmou que dois drones ucranianos foram abatidos sobre os Oblasts de Kursk e Bryansk.

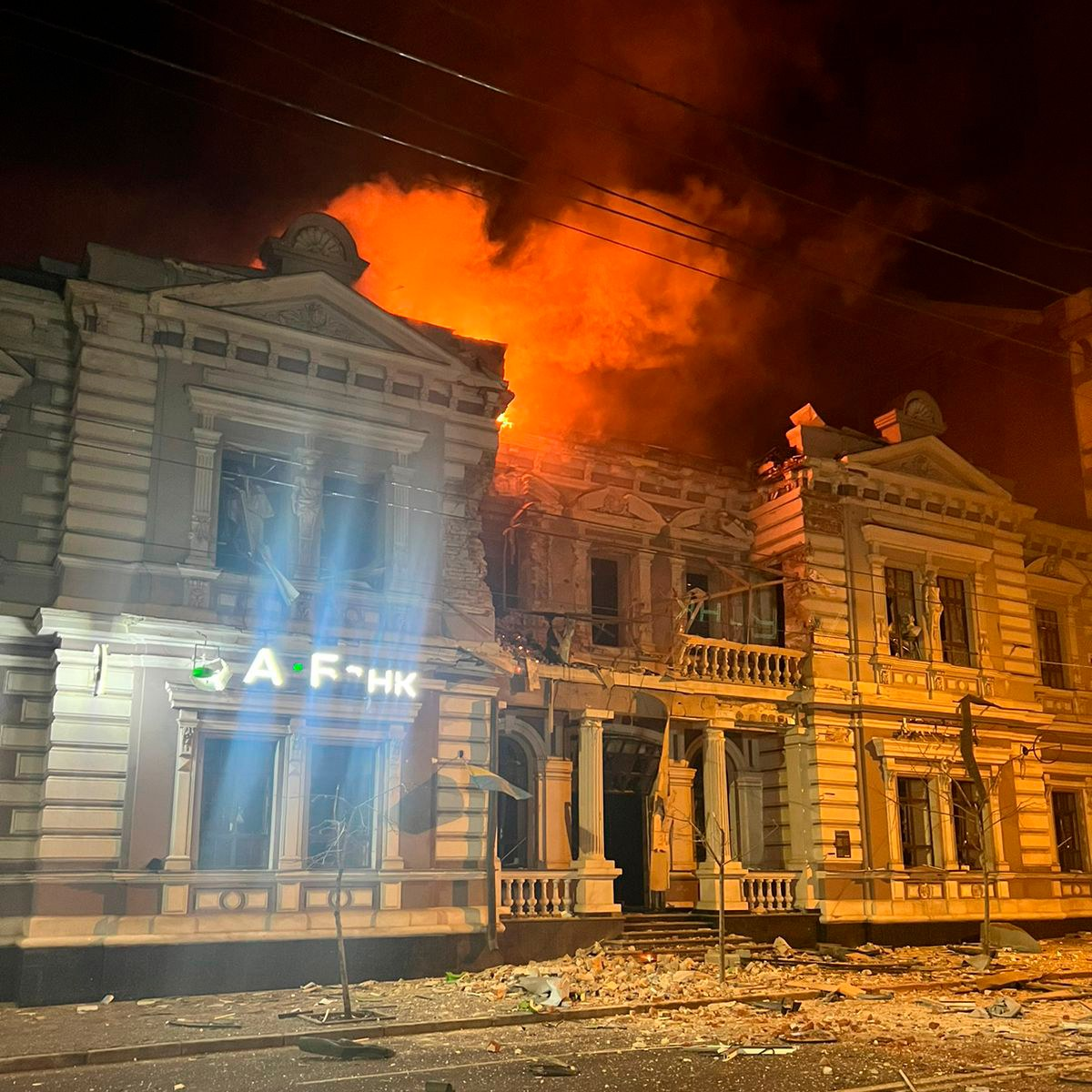
Edifício bancário (monumento arquitetônico) em Kharkiv após o ataque

Em 30 de dezembro, a Rússia afirmou ter abatido trinta e dois drones e treze mísseis ucranianos sobre os Oblasts de Bryansk, Oryol, Kursk e Moscou. Em Belgorod, cerca de 24 pessoas, incluindo três crianças, teriam sido mortas e 108 ficaram feridas nos bombardeios. Várias casas e infraestruturas de água foram danificadas. Em Bryansk, o governador afirmou que uma criança foi morta, enquanto um centro recreativo, cinquenta e cinco casas, empresas privadas, uma pré-escola e um campo de futebol foram danificados.
Seven people were killed in Russian attacks in Donetsk, Kherson, Chernihiv and Zaporíjia Oblasts. Twenty-eight people were injured in a Russian missile attack on Kharkiv.
Em 31 de dezembro, a Rússia lançou uma onda de ataques de drones e mísseis contra Kiev e Kharkiv em resposta ao ataque ucraniano a Belgorod. Pelo menos seis mísseis atingiram Kharkiv, ferindo 22 pessoas e danificando doze prédios de apartamentos, treze casas e um jardim de infância.